# Меморіальні дошки Києва
Перша меморіальна дошка за радянської влади у Києві була урочисто відкрита 1925 року. Відтоді на фасадах київських будівель їх було встановлено близько тисячі.

## Історія
Найперша дошка була вмонтована в стіну Театру музичної комедії (Велика Васильківська вулиця, 53) з нагоди 20-х роковин революційних подій 1905 року. Її текст свідчив: «1905 р. У цьому будинкові зорганізовані 1-і профспілки робітників м. Києва».
У грудні того ж року відкрилися ще дві меморіальні дошки. Обидві були приурочені до 100-річчя повстання декабристів, що відбулося в Санкт-Петербурзі в 1825 році. Одну дошку встановили на фасаді Контрактового будинку на Подолі, іншу — біля входу у витончений особняк по вулиці Михайла Грушевського, 14/1. Лаконічний напис повідомляв, що в цих будівлях в 1820-ті роки збиралися перші російські революціонери. Автор всіх трьох дощок, відкритих в 1925 році — скульптор Бернард Кратко.
У 1929 році на фасаді прохідної Київського електровагоноремонтного заводу з'явилася дошка з білого мармуру, на якій позолоченими буквами було виведено: «1879–1929. 50 років тому робітники Київських головних майстерень провели перший переможний страйк проти капіталістів». Під час Другої світової війни ця дошка виявилася сильно пошкодженою, тому в 1947 році її замінили. У тому ж 1947 року в Києві було відкрито ще декілька меморіальних дощок.
На фасаді будинку Управління Південно-Західної залізниці (вулиця Лисенка, 6) з'явилася мармурова дошка, що увіковічує страйк залізничників 1905 року. На фасаді Театру музкомедії відкрили ще одну дошку — як і попередня, вона була присвячена революційним подіям: «Тут в 1905 році містився Народний будінок, де відбувалися збори і мітинги демократичніх організацій м. Києва». Втім, в 1979 році дошка здалася властям дуже скромною і була замінена соліднішою. Тоді ж почали з'являтися і дошки на честь діячів мистецтв, учених. Так, в 1947 році кияни пошанували пам'ять видатного льотчика Петра Нестерова, що зробив в київському небі першу в історії авіації «мертву петлю», названу згодом його ім'ям. На будинку по вулиці Князів Острозьких, 5, в якому він жив в 1914 році, з'явилася мармурова меморіальна дошка. Це була перша дошка, що не мала відношення до політики. Через три десятиліття, в 1977 році, її замінили гранітною плитою з бронзовим барельєфним портретом льотчика.
У 1948 році відкрили дошки письменникові Михайлу Коцюбинському (бульвар Тараса Шевченка, 17) і композитору Віктору Косенко (вулиця Михайла Коцюбинського, 9).
У грудні 1952 року на так званому «будиночку Петра» (Костянтинівська вулиця, 6/8) встановили меморіальну дошку, що стверджувала, що в цьому двоповерховому особняку в 1706–1707 роках зупинявся засновник Російської імперії Петро I. У червні 1965 році її замінили новою — розкішнішою, з портретом російського імператора. Але насправді виявилось, що «будиночок Петра» споруджений 1743 року, тому самодержець тут ніяк не міг зупинятися. У 1990-ті роки дошку демонтували.
З середини 1950-х років, після смерті Сталіна, в місті почали досить часто відкриватися різні меморіальні дошки. Одні увічнювали пам'ять учених: академіка Данила Заболотного (1955), одного з засновників Української академії наук Володимира Вернадського (1963), конструктора перших в світі космічних кораблів Сергія Корольова (1968), піонера вітчизняного дирижаблебудування Федора Андерса (1970); інші — видатних театральних діячів: Панаса Саксаганського (1953), Марії Заньковецької (1953), Миколи Садовського (1957), Марка Кропивницького (1958), Амвросія Бучми (1962); треті — письменників: Михайла Старицького (1955), Остапа Вишні (1957), Олександра Купріна (1958), Шолом-Алейхема (1959) і інших.

## «Рекордсмени»
Багатьом відомим людям столиця встановила по декілька меморіальних дощок. Найбільше — поетесі Лесі Українці, дошки якої в різні роки відкривалися на 7 будівлях. Перебування в Києві Тараса Шевченка вшанувалося 5 дошками. Таке ж їх число присвячене патофізіологу, академіку Олександру Богомольцю (чотири з них — на вулиці, що носить його ім'я).
По чотири меморіальні дошки за радянських часів були встановлені авторові романа «Як загартовувалася сталь» Миколі Островському і композиторові Пилипу Козицькому. Академік Євген Патон, письменник Олександр Бойченко, державний діяч Григорій Петровський і композитор Микола Лисенко «мають» в Києві по три меморіальні дошки. По дві — академіки Микола Кащенко, Данило Заболотний, Олександр Палладін, Микола Стражеско, учасник радянсько-української війни Микола Щорс, письменники Марко Вовчок і Іван Франко, кінорежисер Олександр Довженко та інші.
Німецькому революціонерові Карлу Лібкнехту, який ніколи не був у Києві, радянська влада відкрила три меморіальні дошки, причому всі в один день — 8 грудня 1965 року. Написи на них роз'яснювали перехожим, хто ця особа, ім'ям якої названа дана вулиця.

## Меморіальні дошки

### На честь людей
| Зображення | Кому присвячено, короткі відомості | Адреса | Дата встановлення                    |
| ---------- | --- | --- | ------------------------------------ |
|            | Аболмасову Андрію Вікторовичу (1969—2014) — герою АТО, старшому сержанту медичної служби, фельдшеру батальйону «Айдар». | вул. О. Білецького, 16 (будівля Київського медичного коледжу ім. Гаврося)                                                   | 2015                                 |
|            | Агапіту, давньоруському лікареві; бронза, барельєф; скульптор О. В. Молдаван-Фоменко, архітектор Т. Г. Довженко | Лаврська вулиця, 9, корп. 25 (на південному фасаді Миколаївської церкви Києво-Печерської лаври                              | 14 вересня 1982                      |
|            | Алексеєву Іванові Дмитровичу, українському музиканту, педагогу, професору; у приміщенні Київської консерваторії, біля аудиторії, де він працював; мармур | Городецького Архітектора вулиця, 1-3, ауд. 67                                                                               | ?                                    |
|            | Алексеєнку Івану Пименовичу, українському ортопеду-травматологу; на будівлі Інституту травматології та ортопедії АМН України, яким він керував у 1948–1950-х та 1958–1966-х роках. | Бульварно-Кудрявська вулиця, 27                                                                                             | ?                                    |
|            | Аліпію, ченцю Києво-Печерського монастиря, київському мозаїсту та живописцю, ювелірові та лікареві; бронза, барельєфний портрет, скульптор Ю. К. Скоблікова, архітектор Т. Г. Довженко | Лаврська вулиця, 9 | 1982                                 |
|            | Алфеєву Володимирові Миколайовичу, українському вченому, засновнику НДІ «Сатурн», лауреату Державної премії СРСР, професору; граніт | Курбаса Леся проспект, 2-б                                                                                                  | ?                                    |
|            | Альошину Павлові Федотовичу, українському радянському архітекторові та педагогу, на фасаді будинку, який він спроектував і де він жив у 1930—1961 роках; бронза, горельєф; скульптор В. М. Клоков, архітектор А. Ф. Ігнащенко | Велика Житомирська вулиця, 17                                                                                               | 1982                                 |
|            | Амосову Миколі Михайловичу, українському вченому-хірургу, кібернетику, письменнику, громадському діячеві, на фасаді будинку, в якому він жив та працював останні роки свого життя (1971—2002); бронза; барельеф; скульптор Г. Я. Хусід | Хмельницького Богдана вулиця, 42                                                                                            | 2003                                 |
|            | Андерсу Федорові Фердинандовичу, конструктору першого в Україні дирижабля; на фасаді будинку, де він жив у 1915—1926 роках; граніт; архітектор В. Л. Лоботинський | Хмельницького Богдана вулиця, 50                                                                                            | 1970                                 |
|            | Андрусову Миколі Івановичу, українському вченому, академіку, завідувачу кафедрою геології, біля аудиторії, де він працював у геологічній лабораторії у 1904—1912 роках | Володимирська вулиця, 60, ауд. 447                                                                                          | 1959                                 |
|            | Андрієвичу Якову Максимовичу, декабристові; на фасаді заводу «Арсенал»; бронза; скульптор А. Ю. Білостоцький, архітектор В. Г. Гнєздилов. | Мазепи Івана вулиця, 30 | 1976                                 |
|            | Антоненку-Давидовичу Борисові Дмитровичу, українському письменнику і перекладачеві; бронза; барельефний портрет; скульптор Б. С. Довгань, архітектор Ф. І. Юр'єв | Хмельницького Богдана вулиця, 68                                                                                            | 1994                                 |
|            | Антонову Олегові Костянтиновичу, радянському авіаконструктору, на фасаді будинку, де він жив і працював у 1957—1984 роках; бронза, алюміній, барельєфний портрет; скульптор А. Шульженко, художник Г. Попова | Огарьова вулиця, 1 | 1991                                 |
|            | Антонову Олегові Костянтиновичу, радянському авіаконструктору, на фасаді будівлі спеціалізованої школи № 96 імені О. К. Антонова; бронза, граніт, барельєфний портрет | Огарьова вулиця, 2 | 2012                                 |
|            | Антонюку Павлу Павловичу, фундатору сходознавчої освіти в Україні, на головному фасаді Київської гімназії східних мов № 1, де він працював на посаді директора 25 років | Львівська вулиця, 25 | 2016                                 |
|            | Антропову Левові Івановичу, вченому-електрохіміку, члену-кореспонденту НАН України, лауреату Державної премії УРСР, на фасаді навчального корпусу № 4 КПІ, де він працював у 1960—1994 роках; граніт | Берестейський проспект, 37                                                                                                  | 1994                                 |
|            | Афанасу Олегу Андрійовичу (1991—2016) — герою АТО, снайперу-розвіднику | вул. Зелена, 12 (будівля школи № 12)                                                                                        | 2017                                 |
|            | Ахматовій Анні Андріївні, російській поетесі, на фасаді будинку, де вона жила в 1906 році; мармур; архітектор В. А. Дормидонтов | Заньковецької вулиця, 9 | 1989                                 |
|            | Бабичу Максиму Максимовичу, вченому і організатору твердосплавного виробництва в СРСР, на фасаді будівлі Інституту надтвердих матеріалів, де він працював у 1960—1970 роках; граніт | Автозаводська вулиця, 2 | ?                                    |
|            | Бажану Миколі Платоновичу, українському письменнику, поету, філософу, громадському діячеві, академіку АН УРСР, на фасаді будинку, де він жив і працював у 1944—1983 роках; бронза, барельєфний портрет; скульптор І. В. Макогон, архітектор О. К. Стукалов | Терещенківська вулиця, 5 | 1984                                 |
|            | Базарову Володимиру Григоровичу, український вченому-отоларингологу, професору, лауреат Державної премії України, на фасаді будівлі Інституту отоларингології, де він працював у 1972—2009 роках; мармур, граніт, барельєфний портрет | Зоологічна вулиця, 3 | 2001                                 |
|            | Байбакову Олександрові Борисовичу, українському радянському конструкторові-суднобудівнику, на фасаді будинку, де він жив у 1948—1976 роках; бронза, граніт | Антоновича вулиця, 10 | 2001                                 |
|            | Бакулю Валентинові Миколайовичу, українському радянському вченому-матеріалознавцеві, Герою Соціалістичної Праці, на фасаді будівлі Інституту надтвердих матеріалів, де він працював у 1956—1978 роках; граніт, бронза, барельєфний портрет | Автозаводська вулиця, 2 | 1979                                 |
|            | Балабуєву Петрові Васильовичу, українському авіаконструкторові, Герою України, на фасаді будинку, де він жив; граніт, бронза, барельєфний портрет | Авіаконструкторська вулиця, 3/11                                                                                            | 2011                                 |
|            | Банних Віктору Івановичу, українському державному і військововому діячеві, командувачу прикордонними військами України у 1995—1999 роках; граніт, бронза, барельєфний портрет | Володимирська вулиця, 30 | 2011                                 |
|            | Бараннику Петрові Івановичу, українському вченому, лікарю-гігієністу, професорові, на фасаді будівлі Національного медичного університету, де він працював у 1967—1978 роках; граніт, портрет | Берестейський проспект, 34                                                                                                  | 2007                                 |
|            | Бардіну Іванові Павловичу, українському вченому-металургу, академіку АН СРСР, лауреату Ленінської та Державних премій СРСР, Герою Соціалістичної праці, на фасаді будівлі навчального корпусу № 4 КПІ, де він навчався та працював; граніт | Берестейський проспект, 37                                                                                                  | 1984                                 |
|            | Бардіну Іванові Павловичу, українському вченому-металургу, академіку АН СРСР, лауреату Ленінської та Державних премій СРСР, Герою Соціалістичної праці, на 1-му поверсі навчального корпусу № 1 КПІ; гіпс; барельєфний портрет | Берестейський проспект, 37                                                                                                  | ?                                    |
|            | Баренбойму Ісаку Юлісовичу, українському мостобудівнику, лауреату Державної премії СРСР, Герою Соціалістичної праці, на фасаді будівлі тресту «Мостобуд-1», якім він керував у 1950—1984 роках; граніт | Паньківська вулиця, 5 | ?                                    |
|            | Барченку Іванові Івановичу, українському лікарю-гігієністу, професору, лауреату Ленінської та Державних премій СРСР, Герою Соціалістичної праці, на фасаді будівлі, де він працював у 1967—1973 роках; граніт, портрет | Берестейський проспект, 34                                                                                                  | 2007                                 |
|            | Батюку Якову Петровичу, Герою Радянського Союзу, керівнику Ніжинського комсомольського підпілля в роки Великої Вітчизняної війни, на фасаді будівлі школи, де він навчався у 1926—1933 роках; граніт | Вишгородська вулиця, 35 | ?                                    |
|            | Башті Трифону Максимовичу, вченому-гідравліку, лауреату Державної премії СРСР, професору, на фасаді будівлі Київського інституту інженерів цивільної авіації, де він працював у 1955—1986 роках; бронза, барельєфний портрет | Любомира Гузара проспект, 1                                                                                                 | ?                                    |
|            | Бейліну Павлові Юхимовичу, письменнику, лікареві-хірургу, на фасаді будинку, де він жив і працював в 1957—1988 роках; бронза; скульптор В. Л. Медведєв | Коцюбинського Михайла вулиця, 2                                                                                             | 1990                                 |
|            | Бердяєву Миколі Олександровичу, філософу, на фасаді будівлі Київсьного університету, де він навчався у 1894—1899 роках; бронза; горельєф; скульптор І. В. Гречаник | Шевченка Тараса бульвар, 14                                                                                                 | 2013                                 |
|            | Вінченцо Беретті, архітекторові, будівничому головного корпусу університету; бронза; барельєф | Володимирська вулиця, 60 | 2009                                 |
|            | Бернадському Юрієві Йосиповичу, українському вченому, лікареві-стоматологу, професору, на фасаді будинку, де він жив і працював у 1986—2006 роках; мармур, граніт, барельєфний портрет | Антоновича вулиця, 24 | ?                                    |
|            | Бикову Леонідові Федоровичу, українському акторові та режисеру, на фасаді будівлі кіностудії імені Олександра Довженка, де він працював у 1969—1979 роках; бронза; барельєфний портрет; скульптор Л. В. Козуб | Берестейський проспект, 44                                                                                                  | 1989                                 |
|            | Бикову Леонідові Федоровичу, українському акторові та режисеру, на фасаді будинку, де він жив останні роки свого життя (1975—1979); бронза; барельєф; скульптор В. Н. Борисенко, архітектор Б. Л. Кравчук | Туманяна Ованеса вулиця, 8                                                                                                  | 1980                                 |
|            | Бібі Петрові Микитовичу, українському поетові та публіцисту, на фасаді будинку, де він жив і працював у 1963—2002 роках; граніт, портрет | Лесі Українки бульвар, 19                                                                                                   | 2013                                 |
|            | Бібікову Сергієві Миколайовичу, українському вченому-археологу, члену-кореспонденту Академії наук УРСР, на фасаді будинку, де він жив і працював у 1955—1988 роках; граніт, портрет | Первомайського Леоніда вулиця, 3                                                                                            | ?                                    |
|            | Білашу Олександрові Івановичу, українському поетові та композитору, Герою України, на фасаді будинку, де він жив і творив; бронза, граніт, барельєфний портрет | Чикаленка Євгена вулиця, 8                                                                                                  | 2013                                 |
|            | Білецькому Олександрові Івановичу, українському літературознавцеві, академіку АН УРСР; бронзове погруддя; скульптор О. П. Скобліков, архітектор А. Ф. Ігнащенко | Микільсько-Ботанічна вулиця, 14                                                                                             | 1973                                 |
|            | Білоколосу Дмитрові Захаровичу, українському дипломату, міністрові закордонних справ УРСР, на фасаді будинку, де він жив у 1966—1993 роках; бронза, граніт, барельєфний портрет | Інститутська вулиця, 16 | 2013                                 |
|            | Білоусу Дмитру Григоровичу, на фасаді будинку, де він жив у 1982—2004 роках | Гончара Олеся вулиця, 52 | 2020                                 |
|            | Боброву Вікторінові Флавіановичу, українському вченому, ректорові Київського політехнічного інституту, першому директорові Київського авіаційного заводу, на фасаді житлового корпусу № 5 КПІ, де він жив у 1921—1932 роках; бронза; скульптор О. Банников, архітектор А. Сницарев | Берестейський проспект, 37                                                                                                  | 1972                                 |
|            | Боброву Вікторінові Флавіановичу, українському вченому, ректорові Київського політехнічного інституту, на 1-му поверсі навчального корпусу № 1 КПІ; гіпс; барельєфний портрет | Берестейський проспект, 37                                                                                                  | ?                                    |
|            | Боголюбову Миколі Миколайовичу, українському радянському математику і фізику-теоретику, академіку АН СРСР, на фасаді будівлі Київського університету, де він працював | Володимирська вулиця, 60 | 2009                                 |
|            | Богомазову Олександрові Костянтиновичу, українському художнику, на фасаді будинку, де він жив і працював у 1914—1930 роках; бронза, граніт; барельєф | Вознесенський узвіз, 18 | 2002                                 |
|            | Богомольцю Олександрові Олександровичу, українському вченому-патофізіологу; президенту АН УРСР, на фасаді будинку, де він жив і працював; мармур | Богомольця Академіка вулиця, 2                                                                                              | 1947                                 |
|            | Богомольцю Олександрові Олександровичу, українському вченому-патофізіологу; президенту АН УРСР, на фасаді будівлі Інститут фізіології ім. О. О. Богомольця, який він очолював; бронза, барельєф; скульптор І. М. Гончар, архітектор Я. Ф. Ковбаса | Богомольця Академіка вулиця, 4                                                                                              | 1981                                 |
|            | Богомольцю Олександрові Олександровичу, українському вченому-патофізіологу; президенту АН УРСР, на фасаді будівлі Президії Академії наук України; мармур | Володимирська вулиця, 54 | 1947                                 |
|            | Богуну Іванові Теодоровичу, українському військовий діячеві, на фасаді будівлі Київського військового ліцею ім. Івана Богуна; граніт | Лесі Українки бульвар, 25                                                                                                   | ?                                    |
|            | Богуну Іванові Теодоровичу, українському військовий діячеві, у вестибюлі Київського військового ліцея ім. Івана Богуна; гіпс | Лесі Українки бульвар, 25                                                                                                   | ?                                    |
|            | Бойченку Олександрові Максимовичу, українському радянському письменнику і громадському діячеві, на фасаді будівлі вокзалу Київ-Деміївський де в 1920—1926 роках він був робітником, секретарем комсомольської організації, головою профкому; бронза, барельєф; скульптор М. П. Короткевич, архітектор А. Ф. Ігнащенко | Саперно-Слобідська вулиця, 39                                                                                               | 1973                                 |
|            | Бондарчуку Володимирові Гавриловичу, українському вченому, геологу, академіку, на фасаді будинку, де він жив у 1944—1993 роках; граніт; портрет | Гетьмана Павла Скоропадського вулиця, 13                                                                                    | ?                                    |
|            | Бондарчуку Сергію Федоровичу, радянському акторові та режисеру, на фасаді будівлі кінотеатру «Жовтень», у якому він неодноразово представляв свої прем'єри; граніт; портрет | Костянтинівська вулиця, 26                                                                                                  | 2007                                 |
|            | Борисенку Миколі Федоровичу, українському вченому та педагогу, лікареві-гігієністу, професору, на фасаді Київського медичного інституту, да він працював і творив у 1967—1985 роках; граніт, портрет | Берестейський проспект, 34                                                                                                  | 2007                                 |
|            | Боровиченко Марії Сергіївні, медсестрі, Герою Радянського Союзу, на фасаді школи № 122 ім. Марії Боровиченко, де вона навчалася у 1933—1941 роках; чавун, барельєф | Китаївська вулиця, 22 | 1967                                 |
|            | Брауну Володимирові Олександровичу, українському радянському кінорежисерові, на фасаді будинку, де він жив у 1947—1957 роках; бронза, барельєф; скульптор В. Л. Медведєв, архітектор А. М. Мілецький | Саксаганського вулиця, 24                                                                                                   | 1992                                 |
|            | Бродському Олександрові Іллічу, українському радянському вченому-фізику, академіку АН УРСР, Герою Соціалістичної праці, на фасаді будівлі інституту фізичної хімії, де він працював з дня його заснування по 1969 рік; барельєфний портрет, бронза; скульптор Ю. К. Скоблікова, архітектор А. Ф. Ігнащенко | Науки проспект, 31 | 1973                                 |
|            | Брондукову Бориславу Миколайовичу, українському радянському кіноакторові, на фасаді будинку, де він жив у 1986—2004 роках; граніт, портрет; художник А. М. Буртовий | Інститутська вулиця, 22/7                                                                                                   | 2012                                 |
|            | Бугайко Тетяні Федорівні, українському педагогу, професору, на фасаді будинку школи — гімназії № 96 ім. Олександра Бойченка, де вона працювала у 1936—1947 роках; граніт, портрет | Велика Китаївська вулиця, 85                                                                                                | ?                                    |
|            | Бузанову Іванові Феоктистовичу, українському вченому, академіку, професору, лауреату Ленінської премії, на фісаді будинку Інституту цукрових буряків, директором якого він був у 1940—1970 роках; граніт, портрет | Клінічна вулиця, 25 | ?                                    |
|            | Буйку Петрові Михайловичу, професорові, учаснику партизанського руху під час Великої Вітчизняної війни, Герою Радянського Союзу, на фасаді будинку, де він жив у 1936—1941 роках; скульптор Б. П. Микитенко, архітектор М. Фещенко; | Банкова вулиця, 12 | 1985                                 |
|            | Булаховському Леонідові Арсенійовичу, українському радянському вченому-мовознавцеві, члену-кореспонденту АН СРСР, академіку АН УРСР, лауреатові Ленінської премії, на фасаді будинку, де він жив в 1944—1961 роках; бронза, барельєфний портрет; скульптор Ю. К. Скоблікова, архітектор А. Д. Іванова | Коцюбинського Михайла вулиця, 9                                                                                             | 1971                                 |
|            | Булгакову Михайлові Опанасовичу, письменнику і драматургові, на фасаді Будинку-музею Михайла Булгакова; бронза; барельєфний портрет; скульптор А. В. Кущ, архітектор Б. Л. Кравчук | Андріївський узвіз, 13 | 1982                                 |
|            | Булгакову Михайлові Опанасовичу, лікареві, письменнику і драматургові, випускнику медичного факультету Київського університету; бронза; барельєфний портрет | Шевченка Тараса бульвар, 13/7                                                                                               | 2011                                 |
|            | Бурау Юрію Володимировичу, дирекутору Київського НДІ гідроприладів, двічі лауреату Державної премії СРСР, де він працював у 1956—1998 роках; портрет | Вулиця Сурикова, 3 | 2016                                 |
|            | Бутенко Зої Андріївні, українському вченому, лауреату Державної премії України, академіку НАН України, на фасаді будівлі Інституту експериментальної патології, онкології та радіобіології, де вона працювала у 1961—2001 роках; граніт; портрет | Васильківська вулиця, 45 | 2011                                 |
|            | Бучмі Амвросію Максиміліановичу, українському акторові та режисеру, професору, народному артисту СРСР, на фасаді будинку, де він жив в 1944—1957 роках; бронза, граніт; скульптор А. Шапран, архітектор В. І. Корнеєва | Володимирська вулиця, 14 | 1962                                 |
|            | Василевській Ванді Львівні, радянській письменниці і громадській діячці, на фасаді школи № 5 ім. Ванди Василевської; граніт | Тимірязєвська вулиця, 36 | 1985                                 |
|            | Василенку Андрію Овер'яновичу, радянському вченому, академіку АН УРСР; на фасаді будинку, де він працював; бронза; барельєф; скульптор О. П. Скобліков | Вернадського Академіка бульвар, 34/1                                                                                        | 1991                                 |
|            | Василенку Миколі Прокоповичу, вченому-історику та правознавцеві, президенту ВУАН, на фасаді будівлі Президії Академії наук України; мармур | Володимирська вулиця, 54 | ?                                    |
|            | Васильєву Вадимові Петровичу, українському вченому, академіку АН УРСР, лауреату Державної премії УРСР, директорові Інституту захисту рослин, на фасаді будинку Інституту, де він працював у 1961—1999 роках; граніт; портрет | Васильківська вулиця, 33 | ?                                    |
|            | Васнецову Вікторові Михайловичу, російському художнику, на будинку де він жив в 1885—1896 роках; граніт, барельєф; скульптор О. Супрун, архітектор В. І. Корнеєва | Володимирська вулиця, 28 | 1963                                 |
|            | Ватутіну Миколі Федоровичу, Герою Радянського Союзу, генералу армії, на фасаді будівлі МО України, де він служив на посаді начальника штабу Київського військового округу у 1938—1940 роках; скульптор О. П. Скобліков, архітектор А. Ф. Ігнащенко | Повітрофлотський проспект, 6                                                                                                | 1977                                 |
|            | Веделю Артему Лук'яновичу, українському композитору та музикантові, на фасаді Староакадемічного корпусу Києво-Могілянської академії, де він навчався і працював; бронза; горельєф; скульптор І. В. Гречаник | Сковороди Григорія вулиця, 2                                                                                                | 2008                                 |
|            | Веремієнку Кузьмі Микитовичу, вченому-біохіміку, професору, на фасаді будівлі Інституту отоларингології, де він працював; бронза; барельєфний портрет | Зоологічна вулиця, 3 | ?                                    |
|            | Вериківському Михайлові Івановичу, українському композиторові, педагогу, диригенту, на будинку, де він жив і працював у 1944—1962 роках; барельєфний портрет, бронза; скульптор О. П. Скобліков, архітектор А. Ф. Ігнащенко | Чикаленка Євгена вулиця, 23                                                                                                 | 1972                                 |
|            | Вериківському Михайлові Івановичу, українському композиторові, педагогу, диригенту, професору, у приміщенні Київської консерваторії, біля аудиторії, де він працював; мармур | Городецького Архітектора вулиця, 1-3, ауд. 48                                                                               | 1963                                 |
|            | Вернадському Володимирові Івановичу, вченому у галузі геології та геохімії, першому президенту Української Академії наук, на фасаді на фасаді будівлі Президії Академії наук України; мармур; архітектор П. Є. Захарченко (1963); заміна: архітектор І. М. Малакова (1976) | Володимирська вулиця, 54 | 1976                                 |
|            | Вертинському Олександрові Миколайовичу, співакові, поету і актору, на фасаді будинку, де він народився; бронза; барельєф; скульптор М. П. Рапай, архітектор В. А. Дормидонтов | Володимирська вулиця, 43 | 1995                                 |
|            | Верьовці Григорієві Гурійовичу, українському композиторові та хоровий диригенту, на будинку, де в 1949—1964 роках він жив і працював; бронза; барельєфний портрет; скульптор Е. М. Фрідман, архітектор М. К. Іванченко | Гетьмана Павла Скоропадського вулиця, 5                                                                                     | 1970                                 |
|            | Верьовці Григорієві Гурійовичу, українському композиторові та хоровий диригенту, професору, у приміщенні Київської консерваторії, біля аудиторії, де він працював; мармур | Городецького Архітектора вулиця, 1-3, ауд. 34                                                                               | ?                                    |
|            | Винниченку Володимирові Кириловичу, українському політичному та державному діячеві, драматургу та художнику; бронза; горельєфний портрет | Шевченка Тараса бульвар, 14                                                                                                 | ?                                    |
|            | Вихляєву Олексію Юрійовичу, старшому солдату, старшому водію 104-го окремого автомобільного батальйону на фасаді загальноосвітньої школи N 6 | Проспект Георгія Гонгадзе, 20-і                                                                                             | 2016                                 |
|            | Вишеславському Леонідові Миколайовичу, українському поету, на фасаді будинку, де він жив; бронза; барельєф; скульптор О. П. Міловзоров | Хмельницького Богдана вулиця, 68                                                                                            | 2005                                 |
|            | Остапу Вишні, українському письменнику, на фасаді будинку, де він жив і працював у 1952—1956 роках; граніт; бронза; барельєфний портрет; скульптор М. Д. Декерменджі, архітектор І. Л. Шмульсон | Велика Васильківська вулиця, 6                                                                                              | 1957                                 |
|            | Вінтеру Олександру Васильовичу, вченому в галузі енергетики, академіку АН СРСР, на 1-му поверсі навчального корпусу № 1 КПІ; гіпс; барельєфний портрет | Берестейський проспект, 37                                                                                                  | ?                                    |
|            | Вірському Павлові Павловичу, українському радянському хореографу, на будинку, де він жив у 1969—1975 роках; бронза, барельєфний портрет; скульптор М. Д. Марченко, архітектор Т. Г. Довженко | Мала Житомирська вулиця, 10                                                                                                 | 1983                                 |
|            | Вітте Сергієві Юлійовичу, керівнику Південно-Західних залізниць, міністру шляхів сполучень, на фасаді будівлі Управління Південно-Західної залізниці | Лисенка вулиця, 6 | 2007                                 |
|            | Власенку Іллі Архиповичу, активному учаснику визволення Києва у 1943 році, Герою Радянського Союзу, на фасад будинку в Києві, де він у 1957—1963 роках жив | Вулиця Лаврська, 4 | 2013                                 |
|            | Власову Василеві Івановичу, директорові заводу ім. Артема у 1943—1974 роках, на фасаді будівлі заводу; бронза; барельєф; скульптор С. І. Гайдар | Іллєнка Юрія вулиця, 2/10                                                                                                   | ?                                    |
|            | Власюку Петрові Антиповичу, українському вченому в галузі фізіології рослин, агрохімії та ґрунтознавства, академіку АН УРСР; бронза; барельефний портрет | Коцюбинського Михайла вулиця, 9                                                                                             | ?                                    |
|            | Власюку Петрові Антиповичу, українському вченому фізіологу-агрохіміку, професору, академіку АН УРСР та ВАСГНІЛ, президентові Української академії сільськогосподарських наук; грніт | Героїв Оборони вулиця, 17                                                                                                   | ?                                    |
|            | Воблому Костянтинові Григоровичу, українському радянському економістові та географу, академіку АН УРСР, на фасаді будинку, де він жив у 1930—1947 роках; граніт; архітектор В. П. Шевченко | Лютеранська вулиця, 21 | 1966                                 |
|            | Войно-Ясенецькому Валентину Феліксовичу (Архієпископу Луці), хірургу та релігійному діячеві, випускнику медичного факультету Університету Святого Володимира 1903 року | Берестейський проспект, 34                                                                                                  | 2010                                 |
|            | Войно-Ясенецькому Валентину Феліксовичу (Архієпископу Луці), хірургу та релігійному діячеві, випускнику медичного факультету Університету Святого Володимира 1903 року | Шевченка Тараса бульвар, 13/7                                                                                               | 2011                                 |
|            | Волковичу Миколі Маркіяновичу, хірургу, академіку ВУАН; Караваєву Володимиру Опанасовичу, хірургу, професору, дійсному статському раднику; Кримову Олексію Петровичу, хірургу, Заслуженому діячу науки УРСР, дійсному члену Академії медичних наук СРСР; Іщенку Івану Миколайовичу, хірургу, заслуженому діячу науки УРСР, члену-кореспонденту АН УРСР; Образцову Василю Парменовичу, терапевту, професору, дійсному статському раднику; Яновському Феофілу Гавриловичу, терапевту, дійсному члену Всеукраїнської академії наук; Стражеско Миколі Дмитровичу, терапевту, академіку АН УРСР та АН СРСР, дійсному члену АМН СРСР; Іванову Вадиму Миколайовичу, терапевту, академіку Академії наук УРСР, заслуженому діячу науки УРСР | бульвар Тараса Шевченка, 17                                                                                                 |                                      |
|            | Волошину Максиміліанові Олександровичу, російському поетові, на фасаді будинку, де він народився, нині — корпус Національного педагогічного університету імені М. П. Драгоманова; бронза; барельєф; скульптор М. П. Рапай, архітектор В. А. Дормидонтов | Шевченка Тараса бульвар, 22-24                                                                                              | 2007                                 |
|            | Вондраку Вацлаву, діячеві чехословацького антиавстрійського руху опору, що жив і працював у цьому будинку в 1901—1918 роках; бронза | Володимирська вулиця, 34 | ?                                    |
|            | Ворвулєву Миколі Дмитровичу, радянському співакові, народному артисту СРСР; бронза; барельефний портрет; скульптор Ю. В. Багаліка, архітектор Р. І. Кухаренко | Хмельницького Богдана вулиця, 47                                                                                            | 1994                                 |
|            | Вороньку Платонові Микитовичу, українському радянському письменнові, на фасаді будинку, де він жив і працював у 1952—1988 роках; бронза; горельефний портрет; скульптор М. Запорожець | Велика Васильківська вулиця, 6                                                                                              | 1992                                 |
|            | Врубелю Михайлові Олександровичу, російському художнику, на фасаді будинку, де він перебував у 1884—1889 роках; граніт, барельєфний портрет; скульптор І. П. Кавалерідзе, архітектор Р. П. Бикова | Десятинна вулиця, 10 | 1962                                 |
|            | Габовичу Рафаїлові Давидовичу, професору, лікарю-гігієністові, на фасаді будівлі Київського медичного університету, де він працював у 1967—1979 роках; граніт, портрет | Берестейський проспект, 34                                                                                                  | 2007                                 |
|            | Гаврилюку Андрію Петровичу (1980—2015) — герою АТО, старшому сержанту Збройних сил України (навчався в школі № 71) | провулок Польовий, 10 (будівля школи № 71)                                                                                  | 2015                                 |
|            | Гавросю Павлу Іллічу — військовому лікарю першого рангу, першому директору Київського медичного училища № 2 | вул. О. Білецького, 16 (будівля Київського медичного коледжу ім. Гаврося)                                                   | 2019                                 |
|            | Гаджі Петру Мироновичу, герою Небесної сотні, на будинку, в якому він мешкав. | Преображенська вулиця, 27                                                                                                   | 2015                                 |
|            | Гайдай Зої Михайлівні, українській співачці, на фасаді будинку, де вона жила у 1938—1965 роках; граніт; барельєф; скульптори П. Ф. Кальницкий, П. Остапенко, архітектор Я. Ф. Ковбаса | Чикаленка Євгена вулиця, 20                                                                                                 | 1970                                 |
|            | Гайдай Зої Михайлівні, українській співачці, педагогу, професору; у приміщенні Київської консерваторії, біля аудиторії, де вона працювала; мармур | Городецького Архітектора вулиця, 1-3, ауд. 58                                                                               | ?                                    |
|            | Гаккебуш Любові Михайлівні, українській співачці, на фасаді будинку, де вона жила у 1938—1947 роках; граніт, барельєф; скульптор І. П. Кавалерідзе, архітектор Р. П. Бикова | Велика Житомирська вулиця, 17                                                                                               | 1970                                 |
|            | Гаркуші Миколі Андрійовичу, міністру меліорації і водного господарства України, на фасаді будівлі міністерства, де він працював у 1963—1984 роках; бронза, граніт; барельєф; скульптор В. А. Чепелик, архітектор В. П. Скульський | Велика Васильківська вулиця, 8                                                                                              | 2004                                 |
|            | Гассанову Леву Гассановичу, українському вченому, генеральному директорові НДІ «Сатурн», лауреату Державної премії СРСР та УРСР, професору; граніт | Курбаса Леся проспект, 2-б                                                                                                  | ?                                    |
|            | Гашеку Ярославу, чеському письменнику, на фасаді будинку, де він жив і працював у 1916—1918 роках; мармур, барельєфний портрет; скульптор М. Д. Декерменджі, архітектор П. Є. Захарченко | Володимирська вулиця, 36 | 1970                                 |
|            | Гейченку Валентинові Васильовичу, директорові заводу «Геофізприлад» у 1976—1996 роках, на фасаді адмінбудівлі заводу; барельєф | Дубровицька вулиця, 28 | ?                                    |
|            | Гелісу Маркові Мойсейовичу, українському музиканту, педагогу, професору; у приміщенні Київської консерваторії, біля аудиторії, де він працював; мармур | Городецького Архітектора вулиця, 1-3, ауд. 67                                                                               | ?                                    |
|            | Герасимову Іванові Олександровичу, генералу армії, Герою України, командувачу військами Червонопрапорного Київського військового округу у 1973—1984 роках; бронза; барельєф; скульптори О. Ю. Сидорук, Б. Ю. Крилов | Повітрофлотський проспект, 6                                                                                                | 2010                                 |
|            | Гершензону Сергію Михайловичу, вченому-генетику, академіку НАН України, Герою Соціалістичної Праці, на фасаді будівлі інституту молекулярної біології і генетики, де він працював у 1968—1986 роках; граніт | Заболотного Академіка вулиця, 150                                                                                           | ?                                    |
|            | Гетьману Вадимові Петровичу, українському банкіру та політику, голові біржового комітету Української міжбанківської валютної біржі у 1993—1998 роках, на фасаді Контрактового будинку; бронза; барельєф | Межигірська вулиця, 1 | ?                                    |
|            | Гетьману Вадимові Петровичу, українському банкіру та політику, на фасаді будинку, де він жив у 1975—1998 роках і де його було застрелено у ліфті 22 квітня 1998 року; бронза; барельєф | Омеляновича-Павленка вулиця, 13                                                                                             | 2005                                 |
|            | Гватуа Нонні Акакіївні, лікарю-кардіологу, на фасаді будівлі Інституту кардіології імені М. Д. Стражеска; мармур | Народного ополчення вулиця, 5                                                                                               | 1998                                 |
|            | Глаголєву Олексію, праведникові миру, на фасаді будівлі Києво-Могилянської академії; бронза; барельеф; скульптори І. Григор'єв, С. Кординська | Волоська вулиця, 8/5 | 2002                                 |
|            | Глазовому Павлові Прокоповичу, поетові-гумористу, на фасаді будинку, де він жив; граніт, портрет | Гетьмана Павла Скоропадського вулиця, 25                                                                                    | 2011                                 |
|            | Глієру Рейнгольдові Моріцевичу, композитору, педагогу, громадському діячеві, випускнику Київського музичного училища 1894 року; бронза, граніт; барельєф | Гетьмана Павла Скоропадського вулиця, 31                                                                                    | 2005                                 |
|            | Глушкову Вікторові Михайловичу, радянському вченому-математику і кібернетику, Героєві Соціалістичної Праці, академіку, на фасаді будинку, де він жив останні роки свого життя (1972—1982); бронза, граніт; барельєф, скульптор В. М. Клоков, архітектор Ф. І. Юр'єв | Ярославів Вал вулиця, 15а                                                                                                   | 1983                                 |
|            | Глушкову Вікторові Михайловичу, радянському вченому-математику і кібернетику, основоположнику вітчизняної кібернетики, фундатору факультету кібернетики, на фасаді будівлі факультету кібернетики Київського національного університету імені Тараса Шевченка; бронза; барельєф; скульптор О. П. Скобліков | Глушкова Академіка проспект, 2                                                                                              | 2003                                 |
|            | Глущенку Миколі Петровичу, народному художнику СРСР, на фасаді будинку, де він жив і працював в 1944—1977 роках; бронза, барельєфний портрет; скульптор Б. С. Довгань, архітектор Ф. І. Юр'єв | Велика Житомирська вулиця, 8/14                                                                                             | 1984                                 |
|            | Глущуку Русланові Анатолійовичу | Берестейський проспект, 84                                                                                                  | ?                                    |
|            | Гмирі Борису Романовичу, народному артисту СРСР, на фасаді будинку, де він жив у 1951—1969 роках; барельєфний портрет, бронза; скульптор І. П. Кавалерідзе, архітектор А. Ф. Ігнащенко | Хрещатик, 15 | 1973                                 |
|            | Гнатюку Дмитру Михайловичу, українському співку, на фасаді будинку, де він жив з 1966 по 2016 рр. | вул. Станіславського, 3 | 28 лютого 2020                       |
|            | Гнєденко Борису Володимировичу, академіку НАН України, директору Інституту математики НАН України, на фасаді будинку, де він жив; барельєфний портрет, полімер; скульптор І. П. Мельничук | Вулиця Прорізна, 10 | 2017                                 |
|            | Гнидю Богданові Пилиповичу, педагогу, професору; у приміщенні Київської консерваторії, біля аудиторії, де він працював; мармур | Городецького Архітектора вулиця, 1-3, ауд. 51                                                                               | ?                                    |
|            | Голего Миколі Лукичу (1914—2012) — українському вченому-механіку, доктору технічних наук, заслуженому діячу науки і техніки УРСР, фундатору і ректору Київського інституту інженерів цивільної авіації | пр-т Любомира Гузара, 1 (на будівлі Національного авіаційного університету                                                  | 2018                                 |
|            | Голіцину Дмитру Сергійовичу (1982—2014), українському адвокату, учаснику російсько-української війни як рядовий батальйону «Азов». | вул. Лисенка, 1 | 2015                                 |
|            | Голованівському Саві Овсійовичу, поету, письменнику, на фасаді будинку Роліт, де він жив і працював у 1934—1989 роках; бронза; архітектор В. А. Дормидонтов | Хмельницького Богдана вулиця, 68                                                                                            | 1992                                 |
|            | Голованьову Степанові Петровичу, машиністу, секретарю вузлового парткому, командиру бронепоїзда літер «Б», що загинув 26 вересня 1941 року у боях за Київ, на будівлі локомотивного депо станції Київ-Пасажирський; граніт, бронза; барельєф | Кудряшова вулиця, 1 | 1975                                 |
|            | Головку Андрієві Васильовичу, письменнику, на фасаді будинку Роліт, де він жив і працював у 1935—1972 роках; бронза, барельєф; скульптор М. К. Вронський, архітектор В. Г. Гнєздилов | Хмельницького Богдана вулиця, 68                                                                                            | 1975                                 |
|            | Гонгадзе Георгію Руслановичу (1969—2000), українському журналісту. | вул. Хрещатик, 27-а | 16 вересня 2020                      |
|            | Гончару Олесеві Терентійовичу, письменнику, на фасаді будинку Роліт, де він жив і працював; бронза, горельєфний портрет; скульптори В. О. Бик, Р. В. Найда | Хмельницького Богдана вулиця, 68                                                                                            | 1996                                 |
|            | Гончару Олесеві Терентійовичу, письменнику, ініціатору відбудови Михайлівського Золотоверхого монастиря, на фасаді Михайлівського Золотоверхого собору; бронза; барельєфний портрет; скульптор Р. В. Найда | Трьохсвятительська вулиця, 6,                                                                                               | 2011                                 |
|            | Гончаруку Євгенові Гнатовичу, українському вченому-гігієністу, академіку, на фасаді будівлі Національного медичного університету, де він працював у 1967—2004 роках; граніт, портрет | Берестейський проспект, 34                                                                                                  | ?                                    |
|            | Гончаруку Євгенові Гнатовичу, українському вченому-гігієністу, академіку, на фасаді будинку, де вин жив у 1967—2004 роках, граніт, портрет | Шовковична вулиця, 30/35 | ?                                    |
|            | Горбунову Борисові Миколайовичу, українському вченому, члену-кореспонденту Академії наук УРСР, професору, на будинку, де він працював у Київському інженерно-будівельному інституті у 1932—1944 роках; мармур; архітектор Т. О. Трегубова | Пирогова вулиця, 9 | 1961                                 |
|            | Горєву Миколі Миколайовичу, українському вченому, академіку АМН СРСР, фундатору і першому директорові інституту геронтології, на фасаді будівлі інституту; мармур; барельєф; скульптор Г. Навроцький | Вишгородська вулиця, 67 | 1997                                 |
|            | Горовенку Григорію Гавриловичу (1914—1986) — видатному торакальному хірургу і вченому | вул. Амосова, 10 (будівля Національного інституту серцево-судинної хірургії імені М. Амосова)                               | 2014                                 |
|            | Горовицю Володимирові Самійловичу, музиканту-піаністу, на фасаді будинку, де він жив у 1903—1904 роках; бронза; барельєф; скульптор О. А. Терьохіна | Коцюбинського Михайла вулиця, 12                                                                                            | 1999                                 |
|            | Горовицю Володимирові Самійловичу, музиканту-піаністу, на фасаді будинку, де він жив у 1903—1904 роках; граніт | Коцюбинського Михайла вулиця, 12                                                                                            | 2016                                 |
|            | Горохову Олексієві Миколайовичу, українському музиканту, педагогу, професору; у приміщенні Київської консерваторії, біля аудиторії, де він працював у 1957—1999 роках; мармур | Городецького Архітектора вулиця, 1-3, ауд. 50                                                                               | ?                                    |
|            | Горошку Володимирові Петровичу, організатору рибного господарства України, на фасаді будівлі, де він працював у 1964—1993 роках; граніт, бронза, барельєфний портрет | Січових Стрільців вулиця, 45-а                                                                                              | 2010                                 |
|            | Горській Аллі Олександрівні, українській художниці та правозахисниці, на будинку, де вона проживала і працювала у 1944—1970 роках; бронза, граніт; барельєф; скульптор Б. С. Довгань, архітектор Ф. І. Юр'єв | Терещенківська вулиця, 25/10                                                                                                | 1995                                 |
|            | Горькому Олексієві Максимовичу, російському письменнику, на будинку, де він жив у 1914 році; мармур, архітектор Д. М. Криворучко; замінено — бронза, барельєфний портрет; скульптор К. В. Годулян, архітектор Р. П. Юхтовський | Лютеранська вулиця, 6 | 1952 1970 (заміна)                   |
|            | Горюхіній Надії Олександрівні, українській вченій, педагогу, професору; у приміщенні Київської консерваторії, біля аудиторії, де вона працювала; мармур | Городецького Архітектора вулиця, 1-3, ауд. 42                                                                               | ?                                    |
|            | Гофштейну Давидові Наумовичу, єврейському поетові, на фасаді будинку Роліт, де він жив і працював; бронза, горельєфний портрет; скульптор В. Й. Сівко | Хмельницького Богдана вулиця, 68                                                                                            | 1994                                 |
|            | Гоцу Юрію Денисовичу, українському вченому-епідеміологу, педагогу, професору; на фасаді будівлі Національного медичного університету, де він працював; граніт, портрет | Берестейський проспект, 34                                                                                                  | 2007                                 |
|            | Граве Дмитрові Олександровичу, українському вченому, академіку, фундатору інституту математики НАН України; бронза, барельєфний портрет; скульптор О. П. Скобліков | Терещенківська вулиця, 3 | ?                                    |
|            | Гречку Андрієві Антоновичу, радянському воєначальнику, двічі Герою Радянського Союзу, маршалу Радянського Союзу; на фасаді будівлі МО України, де він працював у 1945—1953 роках; бронза, барельєф; скульптор О. П. Скобліков, архітектор А. Ф. Ігнащенко | Повітрофлотський проспект, 6                                                                                                | 1977                                 |
|            | Гриднєву Віталієві Никифоровичу, українському вченому, академіку, на фасаді інституту металофізики, який він очолювава у 1955—1985 роках; бронза, барельєфний портрет; скульптор О. П. Скобліков | Вернадського Академіка бульвар, 36                                                                                          | ?                                    |
|            | Гримичу Вілю Григоровичу, на фасаді будинку, де він жив | Гончара Олеся вулиця, 52 |                                      |
|            | Гришку Миколі Миколайовичу, академіку АН УРСР, засновнику та першому директору Національного ботанічного саду ім. М. Гришка НАН України, на території ботанічного саду; бронза, барельєф | Тимірязєвська вулиця, 1 | ?                                    |
|            | Гришку Михайлові Степановичу, українському оперному співакові, народному артисту СРСР; на фасаді будинку, де він жив у 1951—1973 роках; бронза; барельєф; скульптор М. П. Рапай, архітектор А. Ф. Ігнащенко | Хрещатик, 15 | 1981                                 |
|            | Грицюку Олександрові Йосиповичу, українському вченому, лікарю-кардіологу, педагогу, професору; на фасаді будівлі Інституту кардіології імені М. Д. Стражеска; мармур | Святослава Хороброго вулиця, 5                                                                                              | 1998                                 |
|            | Грін Ніні Миколаївні, дружині письменника Олександра Гріна, на фасаді будинку, де вона жила у 1964—1970 роках; граніт | Джона Маккейна вулиця, 41                                                                                                   | 2001                                 |
|            | Грінченку Борисові Дмитровичу, українському письменнику, вченому, на фасаді будинку, де він жив у 1902—1905 роках; бронза, граніт; горельєф; скульптор А. Г. Чемерис | Гоголівська вулиця, 8 | 1988                                 |
|            | Грінченкові Миколі Олексійовичу, українському вченому-музикознавцю, професору; на фасаді будинку де він жив і працював у 1920—1941 роках; граніт; архітектор Р. П. Бикова | Гончара Олеся вулиця, 31 | 1965                                 |
|            | Гріньку Миколі Григоровичу, українському актору, народному артисту України; на фасаді будинку де він жив в 1985—1989 роках; бронза; горельєфний портрет; скульптор А. Коптєв | Гоголівська вулиця, 37/2 | 1990                                 |
|            | Гродзінському Андрію Михайловичу, українському вченому-ботаніку, академіку, директору Національного ботанічного саду ім. М. Гришка НАН України; бронза; барельєф; скульптор Б. Є. Климушко | Тимірязєвська вулиця, 1 | 1991                                 |
|            | Громашевському Левові Васильвичу; українському вченому-епідеміологу, академіку, Герою Соціалістичної Праці; на фасаді будівлі Інституту епідеміології і інфекційних хвороб ім. Л. В. Громашевского; бронза, горельєфна напівфігура; скульптор О. К. Редько, архітектор B. Г. Смирнов | Амосова Миколи вулиця, 5 | 1982                                 |
|            | Громашевському Левові Васильовичу; українському вченому-епідеміологу, академіку, Герою Соціалістичної Праці; на фасаді будинку, де він жив і працював у 1960—1980 роках; бронза, горельєфна напівфігура; скульптор О. К. Редько, архітектор B. Г. Смирнов | Мар'яненка Івана провулок, 11/12                                                                                            | 1982                                 |
|            | Громашевському Левові Васильовичу; українському вченому-епідеміологу, академіку, Герою Соціалістичної Праці; на фасаді будівлі Національного медичного університету, де він читав лекції; граніт, портрет | Берестейський проспект, 34                                                                                                  | 2007                                 |
|            | Грушевському Михайлові Сергійовичу, українському вченому і політичному діячеві, академіку, на фасаді будівлі, де в установах історичній секції ВУАН він працював у 1927—1930 роках; бронза; барельєф; скульптор Г. Г. Пустовойт, архітектор В. А. Дормидонтов | Володимирська вулиця, 35 | 1994                                 |
|            | Грушевському Михайлові Сергійовичу, українському вченому і політичному діячеві, академіку, на фасаді Червоного корпусу Київського університету, де він навчався у 1886—1894 роках; бронза; барельєф; скульптор І. В. Макогон, архітектор А. Ф. Ігнащенко | Володимирська вулиця, 60 | 1994                                 |
|            | Грушевському Сергієві Федоровичу, українському педагогу, батькові Михайла Грушевського, на фасаді будівлі училища, спорудженого у 1911 році за його заповітом; граніт | Кирилівська вулиця, 164 | ?                                    |
|            | Губенку Валерію Олександровичу, генералу армії, командувачу прикордонними військами України у 1991—1994 роках; барельєфний портрет, бронза, граніт | Володимирська вулиця, 30 | 2011                                 |
|            | Гудзенку Семенові Петровичу, українському поету-фронтовику, на фасаді будинку, де він жив у 1922—1939 роках; барельєфний портрет, бронза | Тарасівська вулиця, 3а | 1988                                 |
|            | Гулаку-Артемовському Семенові Степановичу, українському співакові та композитору, на фасаді будинку, де він жив у 1824—1830 роках; бронза, барельєф; скульптор Г. Н. Кальченко, архітектор А. Ф. Ігнащенко | Набережно-Хрещатицька вулиця, 27                                                                                            | 1974                                 |
|            | Гуляєву Юрію Олександровичу, українському співакові, народному артистові, на фасаді будинку, де він жив у 1960—1975 роках; барельєф, полімер; скульптор І. П. Мельничук | Чикаленка Євгена вулиця, 19                                                                                                 | 2017                                 |
|            | Гуржію Іванові Олександровичу, українському вченому-історику, члену-кореспонденту АН УРСР, професору, на фасаді будинку, де він жив у 1956—1971 роках; граніт, портрет; автор М. М. Муженко | Прорізна вулиця, 10 | 2012                                 |
|            | Гуржію Іванові Олександровичу, українському вченому-історику, члену-кореспонденту АН УРСР, професору, на фасаді будинку, де він працював; граніт, портрет; автор І. П. Мельничук | Вулиця Михайла Грушевського (Київ), 4, Шевченківський район)                                                                | 22 травня 2018                       |
|            | Гулевичівній Галшці, однієї з засновниць Київського братства, на фасаді корпусу Києва-Могилянської академії, на відзнаку відродження академії; граніт; барельєф; скульптор В. П. Луцак | Сковороди Григорія вулиця, 2                                                                                                | 1983                                 |
|            | Гутирі Вікторові Степановичу, українському вченому, академіку АН УРСР, на фасаді будівлі Інституту хімії, де він працював у 1977—1983 роках; бронза, горельєфне погруддя | Харківське шосе, 50 | 1983                                 |
|            | Гуцалу Євгенові Пилиповичу, українському письменнику, на фасаді будинку, де він жив у 1968—1995 роках; мармур, бронза, портрет | Омеляновича-Павленка вулиця, 3                                                                                              | 1998                                 |
|            | Давидзону Якову Борисовичу, українському радянському фотожурналістові, на фасаді будинку, де він жив у 1977—1994 роках; Бронза; горельєф | Володимирська вулиця, 19 | ?                                    |
|            | Даденкову Юрієві Миколайовичу, українському вченому-гідравліку, члену-кореспонденту АН України, першому ректору Київського автодорожнього інституту, на фасаді будівлі інституту (нині — Національний транспортний університет), де він працював у 1944—1990 роках; бронза, граніт; барельєф; скульптор М. І. Білик | Михайла Омеляновича-Павленка вулиця, 1                                                                                      | 1996                                 |
|            | Дальському Володимиру Михайловичу, українському актору, народному артистові СРСР та України, на фасаді будинку, де він жив; бронза, барельєф; портрет | Хрещатик, 25 | 2012                                 |
|            | Данилевському Миколі Федоровичу, українському лікарю-стоматологу, педагогу, професору, на будівлі стоматологічного факультету Національного медичного університету, де він працював у 1964—2006 роках; бронза, граніт; барельєф | Зоологічна вулиця, 1 | ?                                    |
|            | Данилову Віталію Івановичу, на фасаді Інституту металофізики; бронза, барельєфний портрет; скульптор М. І. Білик, архітектор В. Савченко | Вернадського Академіка бульвар, 36                                                                                          | 1983                                 |
|            | Данькевичу Костянтинові Федоровичу, українському композиторові, народному артисту СРСР, на фасаді будинку, де він жив у 1952—1984 роках; бронза; барельєф; скульптор О. Ковальов, архітектор О. Б. Іванцов | Чикаленка Євгена вулиця, 21                                                                                                 | 1985                                 |
|            | Дейгену Михайлові Федоровичу, українському вченому, фізику-теоретику, члену-кореспонденту АН України, на фасаді будівлі Інституту фізики напівпровідників, де він працював у 1960—1977 роках; граніт, портрет | Науки проспект, 45 | ?                                    |
|            | Демуцькому Данилові Порфировичу, на будинку, де він жив у 1947—1954 роках; бронза, барельєф; скульптор І. М. Копайгоренко | Саксаганського вулиця, 24                                                                                                   | 1976                                 |
|            | Денисенку Григорієві Івановичу, українському науковцеві, члену-кореспонденту НАН України, ректору Київського політехнічного інституту у 1970—1987 роках, на фасаді будівлі науково-технічної бібліотеки КПІ ім. професора Г. І. Денисенка; граніт, портрет | Берестейський проспект, 37                                                                                                  | 1998                                 |
|            | Денисенку Григорієві Івановичу, українському науковцеві, члену-кореспонденту НАН України, ректору Київського політехнічного інституту у 1970—1987 роках, на 1-му поверсі навчального корпусу № 1 КПІ; гіпс; барельєфний портрет | Берестейський проспект, 37                                                                                                  | ?                                    |
|            | Дерев'янку Кузьмі Миколайовичу, українському військовому, дипломату, педагогу, Героєві України, генералу-лейтенанту, на фасаді будинку, де він жив; граніт, портрет | Чикаленка Євгена вулиця, 23-а                                                                                               | 2012                                 |
|            | Дерев'янко Тетяні Тимофіївні, кінознавцю та історику кіно, на фасаді будівлі музею кіностудії ім. Олександра Довженка, який вона очолювала у 1958—2001 роках; мармур | Берестейський проспект, 44                                                                                                  | 2010                                 |
|            | Дерегусу Михайлові Гордійовичу, народному художнику України, професору, академіку академії мистецтв України, на фасаді будинку, де він жив у 1973—1997 роках; бронза, барельєфний портрет | Володимирська вулиця, 9 | ?                                    |
|            | Диннику Олександрові Миколайовичу, українському вченому у галузі механіки та теорії пружності, академіку АН СРСР, на фасаді будинку, де він жив в 1944—1950 роках; бронза, барельєф; скульптор М. П. Короткевич, архітектор Р. П. Юхтовський | Коцюбинського Михайла вулиця, 9                                                                                             | 1973                                 |
|            | Диннику Олександрові Миколайовичу, українському вченому у галузі механіки та теорії пружності, академіку АН СРСР, на 1-му поверсі навчального корпусу № 1 КПІ; гіпс; барельєфний портрет | Берестейський проспект, 37                                                                                                  | ?                                    |
|            | Дзісю Георгіеві Васильовичу, українському державному та громадському діячеві, заступнику голови Ради Міністрів України, засновнику штрихового кодування в Україні, на фасаді будинку, де він працював у 1990—2003 роках; бронза, барельєф | Січових Стрільців вулиця, 26                                                                                                | 2004                                 |
|            | Дмитерку Любомирові Дмитровичу, українському письменнику, на фасаді будинку, де він жив у 1960—1985 роках; бронза, барельєфний портрет; скульптор І. В. Макогон, архітектор М. І. Кислий | Шовковична вулиця, 32/34 | 1986                                 |
|            | Добровольському Вікторові Миколайовичу, народному артистові Радянського Союзу, на фасаді будинку, де він жив у 1951—1984 роках; скульптор А. С. Фуженко, архітектор Т. Г. Довженко | Хрещатик, 13 | 1989                                 |
|            | Доброхотову Миколі Миколайовичу, радянському вченому-металургу, академіку; на фасаді будівлі Інституту газу, де він працював; бронза, барельєфний портрет; скульптор І. П. Кавалерідзе, архітектор Р. П. Бикова | Дегтярівська вулиця, 39 | 1968                                 |
|            | Юрію Володимировичу Довгорукому, київському князеві, на фасаді церкви Спаса на Берестові, де він був похований у 1157 році, ; мармур К. В. Годулян, архітектор Р. П. Юхтовський | Лаврська вулиця, 5 | ?                                    |
|            | Довженку Олександрові Петровичу, українському кінорежисерові та письменнику, на фасаді будівлі кіностудії імені Олександра Довженка, де він працював у 1928—1941 роках; бронза, граніт, барельєф; скульптор М. К. Вронський, архітектор І. Л. Шмульсон | Берестейський проспект, 44                                                                                                  | 1960                                 |
|            | Довженку Олександрові Петровичу, українському кінорежисерові та письменнику, на фасаді будинку, де він жив у 1935—1941 роках; бронза, граніт, барельєф; скульптор М. К. Вронський, архітектор І. Л. Шмульсон | Шовковична вулиця, 10 | 1960                                 |
|            | Дольд-Михайлику Юрію Петровичу, українському письменнику, на фасаді будинку, де він жив і працював у 1952—1966 роках; граніт, портрет; скульптор К. В. Годулян, архітектор Р. П. Юхтовський | Велика Васильківська вулиця, 6                                                                                              | 1968                                 |
|            | Донець-Тессейр Марії Едуардівні, українській оперній співачці та педагогу, народній артистці УРСР, професору; у приміщенні Київської консерваторії, біля аудиторії, де вона працювала; мармур | Городецького Архітектора вулиця, 1-3, ауд. 20                                                                               | ?                                    |
|            | Драгоманову Михайлові Петровичу, українському науковцю, мислителю і громадському діячеві, на фасаді Червоного корпусу Київського університету, де він навчався і працював у 1859–1КМР876 роках; бронза, барельєфний портрет; скульптор Б. С. Довгань, архітектор Ф. І. Юр'єв | Володимирська вулиця, 60 | 1991                                 |
|            | Драченку Володимиру, випускнику середньої школи № 55, що загинув під час війни в Афганістані, на фасаді школи; граніт, портрет | Осіння вулиця, 35 | ?                                    |
|            | Павлу Дришлюку, майору Збройних Сил України, на приміщенні школи № 230, в якій він навчався | Наумова генерала вулиця, 35Б                                                                                                | 13 жовтня 2015                       |
|            | Дроботьку Вікторові Григоровичу, радянському мікробіологу, академіку АН УРСР, на фасаді будівлі Інституту мікробіології і вірусології, де він працював у 1931—1966 роках; граніт; архітектор В. Г. Гнєздилов | Заболотного Академіка вулиця, 154                                                                                           | 1978                                 |
|            | Дубову Миколі Івановичу, письменнику, на фасаді будинку Роліт, де він жив і працював; бронза, барельєфний портрет; скульптор М. П. Рапай, архітектор В. Д. Єлізаров | Хмельницького Богдана вулиця, 68                                                                                            | 1987                                 |
|            | Дудку Данилові Андрійовичу, українському вченому в галузі зварювання і матеріалознавства, академіку НАН України, на фасаді будівлі Інституту електрозварювання ім. Є. О. Патона, де він працював з 1944 по 2009 рік; граніт, портрет | Малевича Казимира вулиця, 11                                                                                                | ?                                    |
|            | Думанському Антонові Володимировичу, радянському вченому в галузі колоїдної хімії, академіку АН УРСР, на фасаді будинку, де він жив і працював у 1946—1967 роках; граніт; архітектор І. П. Блажиєвський | Костьольна вулиця, 15 | 1973                                 |
|            | Душечкіну Олександрові Івановичу, радянському вченому, академіку АН УРСР, засновнику Інституту фізіології рослин і генетики, на фасаді будівлі Інституту фізіології рослин і генетики, де він працював у 1946—1953 роках; бронза, барельєфний портрет; скульптор І. П. Шаповал, архітектор І. Г. Шемседінов | Васильківська вулиця, 31/17                                                                                                 | 1983                                 |
|            | Дядченку Григорієві Кононовичу, українському художнику, на фасаді будинку, де він жив і працював у 1909—1921 роках; граніт; архітектор В. Л. Лоботинський | Андріївський узвіз, 15 | 1971                                 |
|            | Дяченку Сергію Степановичу, українському лікареві і педагогу, професорові, на фасаді будівлі Національного медичного університету, де він працював у 1967—1992 роках; граніт, портрет | Берестейський проспект, 34                                                                                                  | 2007                                 |
|            | Євтушенку Дометію Гурійовичу, українському вченому, педагогу, професору, заслуженому діячу мистецтв УРСР; у приміщенні Київської консерваторії, біля аудиторії, де він працював; мармур | Городецького Архітектора вулиця, 1-3, ауд. 34                                                                               |                                      |
|            | Єгунову Костянтинові Кузьмовичу; першому секретареві підпільного Шевченківського райкому ЛКСМУ, який навчався у цьому будинку; граніт; заміна — бронза, скульптори Я. Д. Гончаренко, Є. Д. Гончар | Коперника вулиця, 8 | 1975 1985 (заміна)                   |
|            | Єрмакову Василеві Петровичу, російському науковцю-математику, професору Київського політехнічного інституту, на 1-му поверсі навчального корпусу № 1 КПІ; гіпс; барельєфний портрет | Берестейський проспект, 37                                                                                                  | ?                                    |
|            | Єфімову Вікторові Олексійовичу, вченому у галузі металургії та ливарного виробництва, доктору технічних наук, професорові, академіку НАН України; на фасаді будівлі Фізико-технологічного інституту металів та сплавів, де він працював у 1963—2002 роках; бронза | Вернадського Академіка бульвар, 34/1                                                                                        | ?                                    |
|            | Єфремову Сергієві Олександровичу, літературознавцю, журналісту і політичному діячеві, академіку ВУАН, на будівлі Київського університету, де він навчався у 1897—1901 роках; бронза, горельєфний портрет; скульптор Р. М. Русін, архітектор О. К. Стукалов | Шевченка Тараса бульвар, 14                                                                                                 | 2001                                 |
|            | Жмаченкові Пилипу Феодосійовичу, радянському воєначальнику, генерал-полковнику, Герою Радянського Союзу, на фасаді будинку, де він жив в 1946—1966 роках; мармур; заміна — граніт; архітектор А. Д. Корнеєв | Десятинна вулиця, 13 | 1967 1978 (заміна)                   |
|            | Жукову Георгієві Костянтиновичу, радянському воєначальнику, Маршалу Радянського Союзу, чотириразовому Герою Радянського Союзу; на фасаді будівлі МО України, де він працював у 1940—1941 роках; скульптор О. П. Скобліков, архітектор А. Ф. Ігнащенко | Повітрофлотський проспект, 6                                                                                                | 1977                                 |
|            | Забашті Любові Василівні, українській поетесі, на фасаді будинку Роліт, де вона жила і працювала; бронза, горельєфний портрет; скульптор М. І. Білик | Хмельницького Богдана вулиця, 68                                                                                            | 2013                                 |
|            | Заболотному Володимирові Гнатовичу, українському архітектору, президентові Академії архітектури України, на фасаді будинку, де він жив у 1945—1962 роках; мармур; барельефний портрет; скульптор М. Шутилов, архітектор Д. І. Антонюк | Володимирська вулиця, 22 | 1993                                 |
|            | Заболотному Данилові Кириловичу, українсьмому вченому-мікробіологу та епідеміологу, президенту Всеукраїнської Академії наук, на фасаді будівлі Президії Академії наук, де він працював у 1928—1929 роках; мармур; рееставровано у 1977 році, архітектор І. М. Малакова | Володимирська вулиця, 54 | 1966                                 |
|            | Заболотному Данилові Кириловичу, українсьмому вченому-мікробіологу та епідеміологу, на фасаді будинку, де в 1928—1929 роках він жив і працював; мармур, архітектор І. Л. Шмульсон; заміна — бронзовий барельєф, скульптор К. В. Годулян, архітектор А. Сницарев | Велика Житомирська вулиця, 28                                                                                               | 1955 (мармур) 1973 (заміна)          |
|            | Загребельному Павлові Архиповичу | Терещенківська вулиця, 5 |                                      |
|            | Загулі Дмитру Юрійовичу, скульптор В. Й. Сівко | Гончара Олеся вулиця, 36б                                                                                                   | 1995                                 |
|            | Заньковецькій Марії Костянтинівні, бронза, скульптор В. Л. Медведєв | Велика Васильківська вулиця, 121                                                                                            | 1953, 5 квітня                       |
|            | Захарченко Наталії Йосипівні, українському педагогу, професору, заслуженій артистці УРСР; у приміщенні Київської консерваторії, біля аудиторії, де вона працювала; мармур | Городецького Архітектора вулиця, 1-3, ауд. 35                                                                               |                                      |
|            | Збанацькому Юрієві Оліферовичу | Коцюбинського Михайла вулиця, 2                                                                                             |                                      |
|            | Згурському Андрієві Валентиновичу, розвіднику, полковнику; бронза, скульптурний портрет | Саксаганського вулиця, 99                                                                                                   |                                      |
|            | Земляку Василеві Сидоровичу; бронза, барельєфний портрет, скульптор І. В. Макогон, архітектор О. С. Тамаров | Коцюбинського Михайла вулиця, 2                                                                                             | 1983                                 |
|            | Зерову Дмитрові Костянтиновичу на будинку Інституту ботаніки, де він працював з 1921 по 1971 рік | Терещенківська вулиця, 2 |                                      |
|            | Івану Павлові II | Аскольдова могила, церква Святого Миколая                                                                                   |                                      |
|            | Івану Павлові II в інтер'єрі костелу св. Олександра з нагоди 10-річчя відвідин храму (2001) | вул. Костьольна, 17 |                                      |
|            | Іванову Вадимові Миколайовичу; бронза, барельєфний портрет; скульптор І. П. Кавалерідзе, архітектор Р. П. Бикова | Винниченка Володимира вулиця, 9                                                                                             | 1963                                 |
|            | Іванову Віктору Михайловичу, українському кінорежисеру; на фасаді будівлі кіностудії імені Олександра Довженка, де він працював ; бронза; барельєфний портрет; скульптор | Берестейський проспект, 44                                                                                                  |                                      |
|            | Івасюку Володимиру Михайловичу, композитору, основоположнику української естрадної музики, відомому пісняру; встановлено на фасаді Будинку звукозапису Українського радіо, де композитор в 1974—1976 роках брав участь в записі своїх творів; бронза, барельєфний портрет | Вулиця Леоніда Первомайського, 5                                                                                            | 2017                                 |
|            | Івченку Віктору Іларіоновичу, українському кінорежисеру; на фасаді будівлі кіностудії імені Олександра Довженка, де він працював ; бронза; барельєфний портрет; скульптор | Берестейський проспект, 44                                                                                                  |                                      |
|            | Їжакевичу Іванові Сидоровичу, на будинку, де в 1956—1962 роках жив і працював художник; граніт; архітектор Р. П. Бикова | Садовського Миколи вулиця, 8а                                                                                               | 1964                                 |
|            | Кавалерідзе Івану Петровичу | Велика Васильківська вулиця, 16                                                                                             |                                      |
|            | Кавалерідзе Івану Петровичу, на фасаді головного знімального павільйону кіностудії імені Олександра Довженка, | Берестейський проспект, 44                                                                                                  | 2002, 12 квітня                      |
|            | Кавецькому Ростиславові Євгеновичу; на фасаді головного корпусу Інституту з проблем онкології АН УРСР; барельєф, бронза; скульптор О. П. Скобліков, архітектор К. О. Сидоров | Васильківська вулиця, 45 | 1981                                 |
|            | Камінському Вітольдові Болеславовичу | Саксаганського вулиця, 20                                                                                                   |                                      |
|            | Кандибі Олегу Олександровичу | Гетьмана Павла Скоропадського вулиця, 15                                                                                    |                                      |
|            | Капніст Марії Ростиславівні (1914—1993) — видатній актрисі, яка жила в будинку № 13 на вул. Кавказькій | вул. Кавказька, 5 (житловий будинок)                                                                                        | 2014                                 |
|            | Караваєву Володимиру Опанасовичу (хірургу); на фасаді головного корпусу Національного медичного університету імені Олександра Богомольця, бронза, барельєф | Берестейський проспект, 34                                                                                                  |                                      |
|            | Касіяну Василеві Іллічу, на будинку, де він жив і працював в 1944—1976 роках; бронза, горельєфний портрет; скульптор О. Ковальов | Володимирська вулиця, 14 | 1977                                 |
|            | Квітницькому-Рижову Юрієві Миколайовичу | Городецького Архітектора вулиця, 12                                                                                         |                                      |
|            | Кириченко Галині Андронівні, на будинку, де вона жила в 1966—1998 роках | Городецького Архітектора вулиця, 17/1                                                                                       | 2011                                 |
|            | Кириченко Раїсі Опанасівні, на будинку, де вона жила в 1997—2005 роках | Січових Стрільців вулиця, 40                                                                                                |                                      |
|            | Киричинському Олексієві Романовичу | Ярославів Вал вулиця, 6 |                                      |
|            | Кирпичову Вікторові Львовичу, російському вченому-механіку, засновнику і першому ректорові Київського політехнічного інституту, на 1-му поверсі навчального корпусу № 1 КПІ; гіпс; барельєфний портрет | Берестейський проспект, 37                                                                                                  | ?                                    |
|            | Кіпріанову Андрієві Івановичу | Коцюбинського Михайла вулиця, 9                                                                                             |                                      |
|            | Кірпі Георгію Миколайовичу | Тверська вулиця, 5 |                                      |
|            | Коваленку Анатолієві Дмитровичу; на фасаді Інституту механіки; бронза, барельєфний портрет; скульптор О. М. Кальницька, архітектор А. Сницарев | Нестерова вулиця, 3 | 1976                                 |
|            | Книшову Геннадію Васильовичу (1934—2015) — видатному кардіохірургу, доктору медичних наук, професору, академіку НАН України, академіку АМНУ, директору Інституту серцево-судинної хірургії ім. М.Амосова АМНУ | вул. Янгеля, 14/1 (житловий будинок)                                                                                        | 2016                                 |
|            | Коваленку Леонідові Миколайовичу | Хмельницького Богдана вулиця, 68                                                                                            |                                      |
|            | Ковалинському Віталію Васильовичу (1941—2019) — історику-києвознавцю, письменнику; на фасаді будинку, де він жив з 1964 по 1984 рр. | Георгіївський провулок, 2                                                                                                   | серпень 2021                         |
|            | Ковальову Олександрові Олександровичу | Лютеранська вулиця, 6 |                                      |
|            | Ковпаку Сидорові Артемовичу; на будинку де він жив в 1960—1967 роках; бронза, барельєф; скульптор В. Сухенко, архітектор С. П. Тутученко | Липська вулиця, 12/5 | 1980                                 |
|            | Козаку Сергію Давидовичу; на будинку де він жив | Вулиця Хрещатик, 25 |                                      |
|            | Козаченку Василеві Павловичу, українському письменнику, на фасаді будинку, де він жив і працював у 1952—1956 роках; бронза; барельєфний портрет | Велика Васильківська вулиця, 6                                                                                              | 2013                                 |
|            | Козицькому Пилипові Омеляновичу; на будинку де він жив і працював в 1943—1960 роках; граніт, бронза, барельєфний портрет; скульптор О. Ковальов, архітектор П. Є. Захарченко | Інститутська вулиця, 20/8                                                                                                   | 1962                                 |
|            | Козицькому Пилипові Омеляновичу, у приміщенні кафедри історії музики Київської консерваторії; мармур | Городецького Архітектора вулиця, 1-3                                                                                        | 1961                                 |
|            | Козловському Івану Семеновичу, українському співакові, видатному тенорові, народному артистові СРСР; мармур, скульптор Іван Мельничук | на одній із будівель Михайлівського Золотоверхого монастиря у Києві, де Іван Козловський співав з 1907 до 1917 року         | 28 березня 2017                      |
|            | Колеснику Володимирові Андрійовичу | Шевченка Тараса бульвар, 2                                                                                                  |                                      |
|            | Коновальцю Євгену Михайловичу, полковнику Армії УНР та командиру Січових Стрільців, на будинку, де знаходилися їхні касарні | Січових Стрільців вулиця, 24                                                                                                | 2017                                 |
|            | Копєйчикову Володимирові Володимировичу | Табірна вулиця, 30 |                                      |
|            | Коломійцю Анатолієві Панасовичу | Софійська вулиця, 16 |                                      |
|            | Коломійцю Олексієві Федотовичу, на будинку, де він жив і працював в 1964—1994 роках | Хрещатик, 23 |                                      |
|            | Коломійченку Олексі Сидоровичу, на фасаді будівлі Інституту отоларингології; бронза, барельєф; скульптор М. К. Вронський, архітектор В. Г. Гнєздилов | Зоологічна вулиця, 3 | 1978                                 |
|            | Коломійченку Олексі Сидоровичу і Коломійченку Михайлу Сидоровичу | Рейтарська вулиця, 17 |                                      |
|            | Комісаренку Василю Павловичу | Вишгородська вулиця, 69 |                                      |
|            | Кондаку Михайлові Андріановичу, українському вченому, професору Київського політехнічного інституту, на 1-му поверсі навчального корпусу № 1 КПІ; гіпс; барельєфний портрет | Берестейський проспект, 37                                                                                                  | ?                                    |
|            | Коновалову Михайлові Івановичу, російському вченому-хіміку, ректорові Київського політехнічного інституту | Берестейський проспект, 37                                                                                                  | 1985                                 |
|            | Коновалову Михайлові Івановичу, російському вченому-хіміку, ректорові Київського політехнічного інституту, на 1-му поверсі навчального корпусу № 1 КПІ; гіпс; барельєфний портрет | Берестейський проспект, 37                                                                                                  | ?                                    |
|            | Копержинській Нонні Кронидівні | Михайлівська вулиця, 2 |                                      |
|            | Копиленку Олександрові Івановичу, на будинку, де він жив і працював з 1935 по 1958 рік; граніт, бронза; барельєфний портрет; скульптор М. К. Вронський, архітектор І. Л. Шмульсон | Хмельницького Богдана вулиця, 68                                                                                            | 1959                                 |
|            | Копиці Давиду Демидовичу, на будинку, де він жив і працював в 1963—1965 роках; бронза, барельєф; скульптор А. В. Німенко, архітектор А. Ф. Ігнащенко | Чикаленка Євгена вулиця, 1                                                                                                  | 1971                                 |
|            | Корнієнку Іванові Сергійовичу | Ярославів Вал вулиця, 40 |                                      |
|            | Корнійчуку Олександрові Євдокимовичу; на будинку де він жив і працював в 1957—1972 роках; бронзовий барельєф; скульптор О. П. Скобліков, архітектор А. Ф. Ігнащенко | Шовковична вулиця, 10 | 1973                                 |
|            | Корноухову Миколі Васильовичу; білий мармур; архітектор Т. О. Трегубова | Пирогова вулиця, 9 | 1967                                 |
|            | Корольову Сергієві Павловичу; радянському вченому, конструктору космічних кораблів, двічі Герою Соціалістичної Праці, академіку, на фасаді корпусу № 1 КПІ, де він навчався у 1924—1926 роках; бронза, барельєфний портрет; скульптор К. А. Кузнецов, архітектор В. Г. Гнєздилов | Берестейський проспект, 37                                                                                                  | 1968, 12 квітня                      |
|            | Корольову Сергієві Павловичу, радянському вченому, конструктору космічних кораблів, двічі Герою Соціалістичної Праці, академіку, на 1-му поверсі навчального корпусу № 1 КПІ; гіпс; барельєфний портрет | Берестейський проспект, 37                                                                                                  | ?                                    |
|            | Корчаку Янушу | Володимирська вулиця, 47 |                                      |
|            | Косенку Вікторові Степановичу | Коцюбинського Михайла вулиця, 9                                                                                             | 1948, 1969                           |
|            | Косинці Григорієві Михайловичу (на території Софійського собору) | Володимирська вулиця, 24 |                                      |
|            | Костюку Платонові Григоровичу, на фасаді будівлі Інститут фізіології ім. О. О. Богомольця | Богомольця Академіка вулиця, 4                                                                                              | 2010                                 |
|            | Котляревському Арсенію Миколайовичу, українському органісту, музикознавцеві, педагогу, у приміщенні Київської консерваторії, біля аудиторії, де він працював; мармур | Городецького Архітектора вулиця, 1-3, ауд. 54                                                                               | ?                                    |
|            | Коцюбинському Михайлові Михайловичу | Шевченка Тараса бульвар, 17                                                                                                 | 1948                                 |
|            | Кочерзі Іванові Антоновичу | Хмельницького Богдана вулиця, 68                                                                                            |                                      |
|            | Кравченку Андрієві Григоровичу | Михайлівський провулок, 9а                                                                                                  |                                      |
|            | Кравчуку Михайлові Пилиповичу | Лютеранська вулиця, 21 |                                      |
|            | Кравчуку Михайлу Пилиповичу (1892—1942) — видатному математику, педагогу, громадському діячу | пр-т Любомира Гузара, 1 (на будівлі Національного авіаційного університету)                                                 | 2011                                 |
|            | Красицькому Фотієві Степановичу | Брюсова вулиця, 20/16 | 1975                                 |
|            | Кремньову Олегові Олександровичу; на будівлі Інституту технічної теплофізики НАН України, де він працював у 1946—1987 роках; граніт | Булаховського Академіка вулиця, 2                                                                                           |                                      |
|            | Кречку Михайлу Михайловичу, українському вченому, педагогу, професору, народному артисту України; у приміщенні Київської консерваторії, біля аудиторії, де він працював; мармур | Городецького Архітектора вулиця, 1-3, ауд. 52                                                                               |                                      |
|            | Кривоглазу Михайлові Олександровичу; бронза, барельєф | Вернадського Академіка бульвар, 36 (на фасаді Інституту металофізики)                                                       |                                      |
|            | Кривоносу Петрові Федоровичу, на фасаді будівлі Управління Південно-Західної залізниці | Лисенка вулиця, 6 | 2010, 8 вересня                      |
|            | Кржижановському Глібові Максиміліановичу, на будинку, де він проживав в 1903—1905 роках | Терещенківська вулиця, 11                                                                                                   |                                      |
|            | Кримському Агатангелові Юхимовичу | Хмельницького Богдана вулиця, 11                                                                                            |                                      |
|            | Крилову Миколі Митрофановичу | Хмельницького Богдана вулиця, 15                                                                                            |                                      |
|            | Кричевському Василеві Григоровичу | Стрілецька вулиця, 28 |                                      |
|            | Кропивницькому Маркові Лукичу | Хмельницького Богдана вулиця, 5                                                                                             | 1958                                 |
|            | Крушельницькому Мар'янові Михайловичу, скульптор Б. Є. Климушко, архітектор А. Кулагін | Городецького Архітектора вулиця, 11-а                                                                                       | 1967                                 |
|            | Кудрявцевій Людмилі Федорівні, Заслуженому вчителю України, багатолітньому директорові київської школи № 25; на стіні будинку, де вона працювала; граніт, бронза, горельєф; скульптор Б. О. Філатов | Десятинна вулиця (Київ), 7-а                                                                                                | 25 квітня 2015                       |
|            | Кудряшову Володимирові Сидоровичу | Ползунова вулиця, 2а |                                      |
|            | Кудряшову Володимирові Сидоровичу | Архітектора Кобелєва вулиця, 1/5                                                                                            |                                      |
|            | Кулакову Миколі Михайловичу | Архітектора Кобелєва вулиця, 1/5                                                                                            |                                      |
|            | Кулику Іванові Юліановичу | Хмельницького Богдана вулиця, 68                                                                                            |                                      |
|            | Кундзічу Олексієві Леонардовичу | Хмельницького Богдана вулиця, 68                                                                                            |                                      |
|            | Купріну Олександрові Івановичу | Сагайдачного вулиця, 4 | 1958                                 |
|            | Лесю Курбасу | Прорізна вулиця, 15 |                                      |
|            | Кусенко Ользі Яківні, на будинку, де вона жила у 1950—1997 роках; граніт | Хрещатик, 15 | 2011                                 |
|            | Кухтенку Олександрові Івановичу; на фасаді будівлі Національного авіаційного університету; бронза, барельєф | Любомира Гузара проспект, 1                                                                                                 | 2006, 26 вересня                     |
|            | Куцмаю В'ячеславу Васильовичу (1986—2018) — герою АТО, старшому оператору взводу розвідки (навчався в школі № 46) | вул. Василенка, 10 (будівля школи № 46)                                                                                     | 2020                                 |
|            | Кучеру Василеві Степановичу | Коцюбинського Михайла вулиця, 2                                                                                             |                                      |
|            | Лаврентьеву Михайлові Олексійовичу | Терещенківська вулиця, 3 |                                      |
|            | Лавриненкову Володимирові Дмитровичу | Грушевського Михайла вулиця, 34а                                                                                            |                                      |
|            | Лаврову Юрієві Сергійовичу | Хрещатик, 25 |                                      |
|            | Лазаренку Євгенові Костянтиновичу, бронза, граніт; горельєф; скульптор А. Л. Ковальов | Палладіна Академіка проспект, 34                                                                                            | 1993                                 |
|            | Лашкарьову Вадимові Євгеновичу | Науки проспект, 45 |                                      |
|            | Іванові Ле | Велика Васильківська вулиця, 6                                                                                              |                                      |
|            | Лебедєву Сергію Олексійовичу | Гончара Олеся вулиця,55б |                                      |
|            | Лебедєву Володимирові Костянтиновичу, академіка, на будівлі Інституту електрозварювання ім. Є. О. Патона, де він працював з 1944 по 2008 рік | Малевича Казимира вулиця, 11                                                                                                |                                      |
|            | Леваді Олександрові Степановичу | Інститутська вулиця, 16 |                                      |
|            | Левенцю Юрію Анатолійовичу, українського історика і політолога, академіка НАН України, на будівлі Інституту політичних і етнонаціональних досліджень ім. І. Ф. Кураса НАН України, де він працював з 1990 по 2013 рік | Алмазова Генерала вулиця, 8 (фасад у бік Арсенальної вулиці)                                                                |                                      |
|            | Левицькому Орестові Івановичу | Володимирська вулиця, 54 |                                      |
|            | Ленгніку Фрідріхові Вільгельмовичу; граніт; архітектор В. Л. Лоботинський | Берестейський проспект, 39                                                                                                  | 1975                                 |
|            | Леонтовичу Володимирові Миколайовичу | Грушевського Михайла вулиця, 16                                                                                             |                                      |
|            | Леонтовичу Миколі Дмитровичу | Багговутівська вулиця, 2 |                                      |
|            | Лєскову Миколі Семеновичу | Мала Житомирська вулиця, 20                                                                                                 |                                      |
|            | Липківському Василеві(1864—1937) — церковному реформатору, проповіднику, педагогу, письменнику і перекладачу; на Покровському храмі | Срипника Мстислава патріарха вулиця, 20/1 \|                                                                                | 1996                                 |
|            | Липському Володимирові Іполітовичу | Володимирська вулиця, 54 | 1975                                 |
|            | Лисенку Георгію Семеновичу, українському режисеру, Заслуженому діячу мистецтв України; на фасаді будівлі кіностудії імені Олександра Довженка, де він працював ; бронза; барельєфний портрет; скульптор Л. В. Козуб | Берестейський проспект, 44                                                                                                  |                                      |
|            | Лисенку Миколі Віталійовичу | Рейтарська вулиця, 19а |                                      |
|            | Лисенку Миколі Віталійовичу; скульптор Н. М. Дерегус, архітектор О. К. Стукалов | Саксаганського вулиця, 95-б                                                                                                 |                                      |
|            | Лисенку Миколі Віталійовичу | Інститутська вулиця, 1 |                                      |
|            | Лисенку Михайлові Григоровичу | Володимирська вулиця, 14 |                                      |
|            | Литвиненко Катерині Петрівні | Чикаленка Євгена вулиця, 20-а                                                                                               |                                      |
|            | Литвиненко-Вольгемут Марії Іванівнї | Чикаленка Євгена вулиця, 20                                                                                                 |                                      |
|            | Литвинському Юрію Олексійовичу, підполковнику Збройних сил України, активному учаснику Революції Гідності, заступнику командира батальйлну спеціального призначення | Лютеранська вулиця, 10 | 2015                                 |
|            | Лифарю Сержу | Франка Івана площа, 5 |                                      |
|            | інженерам Лільє | Госпітальна вулиця, 18 | 1995                                 |
|            | Липинському В'ячеславові Казимировичу | Шевченка Тараса бульвар, 14                                                                                                 |                                      |
|            | Лисіну Борисові Савелійовичу, українському радянському вченому-хіміку, професору, академіку АН УРСР, на 1-му поверсі навчального корпусу № 1 КПІ; гіпс; барельєфний портрет | Берестейський проспект, 37                                                                                                  | ?                                    |
|            | Лісту Ференцу, композиторові; на Контрактовому будинку | Межигірська вулиця, 1 | 1998                                 |
|            | Ліхтман Зої Юхимівні, українському вченому, педагогу; у приміщенні Київської консерваторії, біля аудиторії, де вона працювала; мармур | Городецького Архітектора вулиця, 1-3, ауд. 52                                                                               |                                      |
|            | Лобановій Лілії Данилівні, українському педагогу, професору, народній артистці України; у приміщенні Київської консерваторії, біля аудиторії, де вона працювала; мармур | Городецького Архітектора вулиця, 1-3, ауд. 51                                                                               |                                      |
|            | Ломоносову Михайлові Васильовичу, на фасаді корпусу Києва-Могилянської академії | Сковороди Григорія вулиця, 2                                                                                                |                                      |
|            | Луценку Дмитрові Омеляновичу | Омеляновича-Павленка вулиця, 19а                                                                                            | 1996                                 |
|            | Люльці Архипові Михайловичу | Берестейський проспект, 37                                                                                                  |                                      |
|            | Лятошинському Борисові Миколайовичу; скульптор А. Банніков, архітектор О. К. Стукалов | Хмельницького Богдана вулиця, 68                                                                                            |                                      |
|            | Лятошинський Борис Миколайович, українському вченому, педагогу, професору, народному артисту УРСР; у приміщенні Київської консерваторії, біля аудиторії, де він працював; мармур | Городецького Архітектора вулиця, 1-3, ауд. 34                                                                               |                                      |
|            | Ляшенку Івану Федоровичу | Встановлена в приміщенні Київської консерваторії Городецького Архітектора вулиця, 1-3, ауд. 42,                             |                                      |
|            | Ляшку Олександрові Павловичу | Десятинна вулиця, 8 | 2011                                 |
|            | Майбороді Георгієві Іларіоновичу, скульптор О. П. Скобліков | Грушевського Михайла вулиця, 16                                                                                             | 1995                                 |
|            | Майбороді Платонові Іларіоновичу | Софійська вулиця, 16 |                                      |
|            | Майданнику Віталію Григоровичу, лікарю-педіатрові, академіку Національної академії медичних наук України; на фасаді дитячої клінічної лікарні № 6 | Терещенківська вулиця, 23-25/10                                                                                             | 10 жовтня 2020                       |
|            | Майронісу, який деякий час навчався в Київському університеті, класику литовської літератури, діячу литовського національного відродження, педагогу, професору; встановлена на корпусі Київського університету; бронза, граніт; барельєф; скульптор — Ляонас Пиворюнас | Шевченка Тараса бульвар, 14                                                                                                 | 13 листопада 2012                    |
|            | Макарі Арсенію Мартиновичу, члену-кореспонденту АН УРСР, на території Інституту електрозварювання ім. Є. О. Патона | Антоновича вулиця, 69 |                                      |
|            | Макаренку Антонові Семеновичу | Леонтовича вулиця, 6а |                                      |
|            | Макаренку Миколі Омеляновичу, на відзначення його участі у спробі запобігти руйнуванню Михайлівського Золотоверхого собору у 1934 році (на стіні огорожі Михайлівського Золотоверхого собору) | Трьохсвятительська вулиця, 6                                                                                                |                                      |
|            | Макарченку Олександрові Федоровичу | Богомольця Академіка вулиця, 4                                                                                              |                                      |
|            | Макогону Івану Васильовичу, видатному митцю і педагогу, народному художнику України, на фасаді будинку, в якому скульптор жив у 1960—2001 роках; бронза; барельєфний портрет; скульптор І. Макогон) | провулок Івана Мар'яненка, 14                                                                                               | 11 квітня 2008                       |
|            | Максимовичу Михайлові Олександровичу (на фасаді Червоного корпусу Київського університету) | Володимирська вулиця, 60 |                                      |
|            | Макуху Василеві Омеляновичу на місці вчинення акту самоспалення на знак протесту проти зросійщення України та агресії СРСР проти Чехословаччини | Хрещатик вулиця, 27а | 2017, 26 січня                       |
|            | Малишко Андрієві Самійловичу | Хмельницького Богдана вулиця, 68                                                                                            |                                      |
|            | Маньковському Борисові Микитовичу | Шовковична вулиця, |                                      |
|            | Маняку Володимиру Антоновичу та Коваленко Лідії Борисівні | Гончара Олеся вулиця, 52 |                                      |
|            | Маргітичу Івану | вул. Паркова дорога, 1 | 2017, серпень                        |
|            | Мариничу Олександрові Мефодійовичу | Глушкова Академіка проспект, 2а                                                                                             | 2009, 4 вересня                      |
|            | Марку Вовчку | Братська вулиця, 7 |                                      |
|            | Марку Вовчку | Трьохсвятительська вулиця, 4                                                                                                |                                      |
|            | Маркус Тетяні Йосипівні; бронза; скульптор В. Л. Медведєв. Вкрадено вандалами в травні 2016 року | Жилянська вулиця, 46 | 1991                                 |
|            | Маркус Тетяні Йосипівні; мармур; скульптор О. Моргацький. Встановлено за заміну вкраденої бронзової дошки | Жилянська вулиця, 46 | 2017                                 |
|            | Марченку Валерієві Веніаміновичу, на будинку, де він жив з 1963 по 1983 рік | Щербаківського Данила вулиця, 72                                                                                            |                                      |
|            | Мащенку Миколі Павловичу, українському режисеру, на фасаді будівлі кіностудії імені Олександра Довженка, де він працював у 1989—2004 роках; бронза; барельєфний портрет; скульптор Л. В. Козуб | Берестейський проспект, 44                                                                                                  |                                      |
|            | Медведю Левкові Івановичу | Героїв Оборони вулиця, 6 |                                      |
|            | Медведю Левкові Івановичу | Станіславського вулиця, 5                                                                                                   |                                      |
|            | Медовару Борисові Ізраїльовичу, бронза, скульптор О. П. Скобліков | Малевича Казимира вулиця, 13                                                                                                |                                      |
|            | Голді Меїр; бронза; скульптор В. Л. Медведєв | Басейна вулиця, 5-а | 1998, 23 листопада                   |
|            | Мейтусу Юлієві Сергійовичу, бронза, скульптор Є. О. Карпов, архітектор О. К. Стукалов | Велика Житомирська вулиця, 8/14                                                                                             |                                      |
|            | Меліхову Георгієві Степановичу | Хмельницького Богдана вулиця, 27/1                                                                                          |                                      |
|            | Менделєєву Дмитрові Івановичу; на фасаді корпусу № 1 КПІ | Берестейський проспект, 37                                                                                                  |                                      |
|            | Микитасю Віктору Григоровичу, скульптор Сергій Олексієнко. | Чикаленка Євгена вулиця, 27                                                                                                 | 29 травня 2018.                      |
|            | Микитенку Іванові Кіндратовичу | Хмельницького Богдана вулиця, 68                                                                                            |                                      |
|            | Микиші Михайлові Венедиктовичу | Паньківська вулиця, 3 |                                      |
|            | Миколайчуку Івану Васильовичу, українському режисеру і актору, на фасаді будівлі кіностудії імені Олександра Довженка, де він працював ; бронза; барельєфний портрет; скульптор Л. В. Козуб | Берестейський проспект, 44                                                                                                  |                                      |
|            | Миколайчуку Іванові Васильовичу | Миколайчука Івана вулиця, 5                                                                                                 |                                      |
|            | Мирон-Орлику Дмитру, біля місця загибелі 25 липня 1942 року, на будинку Національної опери України імені Тараса Шевченка (зі сторони вулиці Богдана Хмельницького) | Володимирська вулиця, 50 |                                      |
|            | Митницькому Едуарду Марковичу, на фасаді будинку Київського академічного театру драми і комедії на лівому березі Дніпра | Броварський проспект, 25 | 4 серпня 2020                        |
|            | Петрові Мілонєгу | на фасаді Михайлівського собору Видубицького монастиря                                                                      |                                      |
|            | Мілютенку Дмитрові Омеляновичу | Ольгинська вулиця, 2/1 |                                      |
|            | Міньківському Олександрові Захаровичу | Руставелі Шота вулиця, 26                                                                                                   |                                      |
|            | Міхньову Анатолієві Львовичу, скульптор О. П. Скобліков, архітектор А. Ф. Ігнащенко | Хрещатик, 13 | 1972                                 |
|            | Міхньову Анатолієві Львовичу, на будівлі Інституту кардіології імені М. Д. Стражеска; мармур | Народного ополчення вулиця, 5                                                                                               | 1998                                 |
|            | Мішакову Олександрові Семеновичу, бронза; барельеф; скульптор Білик Н. І. | Шевченка Тараса бульвар, 2                                                                                                  | 2004                                 |
|            | Міяковському Володимиру Варламовичу, українському літературознавецю, історику-архівісту; на будинку, де він проживав в 1917—1929 роках; бронза; барельеф; скульптор [[.]] | Вулиця Ярославів Вал, 13 | 14 травня 2015                       |
|            | Красовському Миколі Олександровичу, видатному поліцейському м. Києва часів Російської імперії, полковнику Армії УНР; на будинку, де він проживав в 1900-х роках; бронза; барельеф; скульптор [[.]] | Вулиця Ярославів Вал, 21/20а                                                                                                | 26 січня 2022                        |
|            | Мовчану Андрію Сергійовичу (1980—2014) — герою Небесної Сотні | Огієнка Івана вул., 19(на будівлі Державного економіко-технологічного університету транспорту)                              | 2016                                 |
|            | Мовчану Андрію, герою Небесної сотні, на будівлі спеціалізованої школи № 73 з поглибленим вивченням української мови, літератури та українознавства, де він навчався; мармур | Берестейський проспект, 86                                                                                                  | 2014                                 |
|            | Мовчану Андрію Сергійовичу (1980—2014) — герою Небесної Сотні | вул. Архітектора Кобелєва, 1/5 (на будівлі Київського вищого професійного уилища залізничного транспорту ім. В. Кудряшова); | 2015                                 |
|            | Петру Могилі, на фасаді корпусу Києво-Могилянської академії | Сковороди Григорія вулиця, 2                                                                                                |                                      |
|            | Молостовій Ірині Олександрівні та Каменьковичу Борисові Наумовичу, у будинку, де вони жили; бронза, барельєфний портрет | Заньковецької вулиця, 11 | 2011                                 |
|            | Молчанову Валеріові Михайловичу | Гоголівська вулиця, 31 |                                      |
|            | Момотенку Миколі Петровичу | Мечникова вулиця |                                      |
|            | Монакову Дмитрові Віталійовичу | Мирного Панаса вулиця, 7а                                                                                                   |                                      |
|            | Моргілевському Іполитові Владиславовичу, скульптор М. Шутилов, архітектор Д. І. Антонюк | Вознесенський узвіз, 13 |                                      |
|            | Моргунову Ігорєві Миколайовичу, на фасаді будівлі Національного медичного університету | Берестейський проспект, 34                                                                                                  | 2007, 1 лютого                       |
|            | Москаленку Анатолію Захаровичу, письменнику, заслуженому журналістові України; на фасаді будинку, де він жив і працював; бронза; барельєфний портрет | Шовковична вулиця, 19 | 2004                                 |
|            | Мстиславу, на Андріївській церкві | Андріївський узвіз, 23 |                                      |
|            | Навашину Сергієві Гавриловичу | Петлюри Симона вулиця, 1 |                                      |
|            | Нагнибіді Миколі Львовичу | Велика Васильківська вулиця, 6                                                                                              |                                      |
|            | Нарбуту Георгієві Івановичу | Володимирська вулиця, 64 |                                      |
|            | Некрасову Вікторові Платоновичу, скульптор В. Є. Селібер | Хрещатик, 15 |                                      |
|            | Немошкаленку Володимирові Володимировичу, на фасаді Інституту металофізики; бронза, барельєф | Вернадського Академіка бульвар, 36                                                                                          |                                      |
|            | Нестерову Петрові Миколайовичу, бронза, барельєф; скульптор К. А. Кузнецов, архітектор В. Г. Гнєздилов | Острозьких Князів вулиця, 5                                                                                                 | 1977                                 |
|            | Нестору | Лаврська вулиця, 21 |                                      |
|            | Неході Іванові Івановичу, скульптор К. А. Кузнецов, архітектор В. Г. Гнєздилов | Хрещатик, 15 | 1972                                 |
|            | Нечуй-Левицькому Іванові Семеновичу | Чикаленка Євгена вулиця, 19                                                                                                 |                                      |
|            | Німецю Олегові Федоровичу | Науки проспект, 47 |                                      |
|            | Новіковій Тетяні Петрівні | Чорновола В'ячеслава вулиця, 28/1                                                                                           |                                      |
|            | Овчаренку Федорові Даниловичу, на фасаді Інституту колоїдної хімії та хімії води | Вернадського Академіка бульвар, 42                                                                                          |                                      |
|            | Огієнку Іванові Івановичу | Шевченка Тараса бульвар, 14                                                                                                 |                                      |
|            | Огнєвому Костянтину Дмитровичу, українському педагогу, професору, народному артисту України; у приміщенні Київської консерваторії, біля аудиторії, де він працював; мармур | Городецького Архітектора вулиця, 1-3, ауд. 38                                                                               |                                      |
|            | Олійнику Степанові Івановичу | Велика Васильківська вулиця, 6                                                                                              |                                      |
|            | Ольховському Андрієві Васильовичу | Софійська вулиця, 16 |                                      |
|            | Опанасюку Юрієві Володимировичу, на будівлі Інституту прогресивних стоматологічних технологій | Хрещатик, 44-в | 2006, 1 червня                       |
|            | Островському Миколі Олексійовичу | Ползунова вулиця, 2 |                                      |
|            | Павловському Іванові Даниловичу на стіні церкви Миколи Притиска де 1935 року він мешкав | Хорива вулиця, 5а |                                      |
|            | Павловському Михайлові Антоновичу, на фасаді навчального корпусу № 28 КПІ | Берестейський проспект, 37                                                                                                  | 2007, 15 березня                     |
|            | Палладіну Олександрові Володимировичу, мармур, архітектор І. М. Малакова | Володимирська вулиця, 54 | 1976                                 |
|            | Палладіну Олександрові Володимировичу, на фасаді Інституту біохімії; бронза, скульптор О. П. Скобліков | Леонтовича вулиця, 9 | 1974                                 |
|            | Палійчуку Борисові Дмитровичу | Коцюбинського Михайла вулиця, 2                                                                                             |                                      |
|            | Панчу Петрові Йосиповичу, бронза, горельєфний потрет, скульптор А. В. Кущ, архітектор П. П. Купрій | Хмельницького Богдана вулиця, 68                                                                                            | 1981                                 |
|            | Панфілову Іванові Васильовичу, на фасаді Київського військового ліцею імені Івана Богуна; мармур, архітектор І. Л. Шмульсон | Лесі Українки бульвар, 25                                                                                                   | 1959                                 |
|            | Параджанову Сергієві Йосиповичу, бронза, горельєфний потрет, скульптор М. П. Рапай, архітектор Л. М. Бальзак | Берестейський проспект, 1                                                                                                   | 1992                                 |
|            | Пасічнику Митрофанові Васильовичу | Науки проспект, 47 |                                      |
|            | Пастернаку Борисові Леонідовичу, скульптор М. П. Рапай | В'ячеслава Липинського вулиця, 9                                                                                            | 2008, 20 лютого                      |
|            | Патону Євгенові Оскаровичу, на будинку, де він жив у 1938—1953 роках; бронза; скульптор Е. М. Кунцевич, архітектор К. О. Сидоров | Коцюбинського Михайла вулиця, 9                                                                                             | 1953 (мармур), 1984 (бронза, заміна) |
|            | Патону Євгенові Оскаровичу; на фасаді корпусу № 1 КПІ, де він працював у 1904—1938 роках; бронза; скульптор І. В. Макогон, архітектор М. Т. Катернога | Берестейський проспект, 37                                                                                                  | 1970                                 |
|            | Патону Євгенові Оскаровичу, українському вченому у галузі зварювальних процесів і мостобудування, академіку АН УРСР, Герою Соціалістичної Праці, на 1-му поверсі навчального корпусу № 1 КПІ; гіпс; барельєфний портрет | Берестейський проспект, 37                                                                                                  | ?                                    |
|            | Патону Євгенові Оскаровичу, на фасаді будинку, де він працював у 1944—1953 роках; бронза; барельєф; скульптор О. П. Скобліков, архітектор К. О. Сидоров | Антоновича вулиця, 69 | 1953 (мармур), 1981 (бронза, заміна) |
|            | Паторжинській Галині Іванівні, українському вченому, педагогу, професору; у приміщенні Київської консерваторії, біля аудиторії, де вона працювала; мармур | Городецького Архітектора вулиця, 1-3, ауд. 50                                                                               |                                      |
|            | Паторжинському Іванові Сергійовичу, граніт, барельєф, скульптор В. І. Зноба | Заньковецької вулиця, 4 | 1963                                 |
|            | Паторжинському Івану Сергійовичу, українському педагогу, професору, народному артисту СРСР; у приміщенні Київської консерваторії, біля аудиторії, де він працював; мармур | Городецького Архітектора вулиця, 1-3, ауд. 34                                                                               |                                      |
|            | Пащенку Олександрові Олександровичу | Берестейський проспект, 37                                                                                                  | 1998                                 |
|            | Пащенку Олександрові Сафоновичу, скульптор І. В. Макогон, художник М. Богомольний | Шовковична вулиця, 10 | 1969                                 |
|            | Пекарю Соломонові Ісаковичу | Науки проспект, 45 |                                      |
|            | Пенькову Олександрові Михайловичу, граніт; архітектор С. І. Войцеховський | Любомира Гузара проспект, 1                                                                                                 | 1971                                 |
|            | Первомайському Леонідові Соломоновичу, бронза, барельєф, скульптор А. Ю. Білостоцький, архітектор А. Ф. Ігнащенко | Хмельницького Богдана вулиця, 68                                                                                            | 1974                                 |
|            | Переломі Віталієві Олександровичу; на будинку, де він працював у 1968—2000 роках; бронза | Вернадського Академіка бульвар, 34/1                                                                                        |                                      |
|            | Перетцу Володимирові Миколайовичу | Шевченка Тараса бульвар, 14                                                                                                 | лютий, 2013 р.                       |
|            | Петрицькому Анатолієві Галактіоновичу, бронза, скульптор Г. Н. Кальченко | Золотоворітська вулиця, 8/4                                                                                                 | 1970                                 |
|            | Петрусенко Оксані Андріївні, бронза, граніт, барельєф; скульптор Г. Н. Кальченко, архітектор Р. П. Бикова | Хмельницького Богдана вулиця, 66                                                                                            | 1966                                 |
|            | Пимоненку Миколі Корниловичу, мармур, архітектор М. Говденко. Вкрадено | Гоголівська вулиця, 28 | 1952                                 |
|            | Пироговському Олександрові Сидоровичу, бронза, барельєф, скульптор Л. Д. Сабанєєва, архітектор О. К. Стукалов | Тарасівська вулиця, 19 | 1976                                 |
|            | Пирогову Миколі Івановичу, бронза, барельєф, скульптор Н. М. Дерегус, архітектор І. М. Щепетова | Шевченка Тараса бульвар, 14                                                                                                 | 1973                                 |
|            | Писаренку Георгієві Степановичу, академіку НАН України (на фасаді Інституту проблем міцності імені Г. С. Писаренка НАН України); бронза, барельєф; скульптор О. П. Скобліков | Тимірязєвська вулиця, 2 |                                      |
|            | Писаржевському Левові Володимировичу, бронза, барельєф, скульптор Ю. К. Скоблікова, архітектор А. Ф. Ігнащенко | Науки проспект, 31 | 1974                                 |
|            | Підсусі Олександрові Миколайовичу | Коцюбинського Михайла вулиця, 2                                                                                             |                                      |
|            | Плачинді Сергію Петровичу | Гончара Олеся вулиця, 52 | 2019                                 |
|            | Плигунову Олександрові Сергійовичу, на фасаді будівлі навчального корпусу № 4 КПІ | Берестейський проспект, 37                                                                                                  | 1998                                 |
|            | Плужнику Євгенові Павловичу | Прорізна вулиця, 18/1 |                                      |
|            | Побігайлу Костянтинові Михайловичу, на будинку, де з 1962 по 1971 рік він працював | Прорізна вулиця, 1/30 |                                      |
|            | Погребняку Петрові Степановичу, бронза, скульптор І. М. Гончар, архітектор А. Ф. Ігнащенко | Володимирська вулиця, 51/53                                                                                                 | 1979                                 |
|            | Поживанову Олександру Михайловичу українському вченому, організатору металургійної промисловості України | Омеляновича-Павленка вулиця, 13                                                                                             |                                      |
|            | Позмогову Анатолію Івановичу; на фасаді будівлі Інституту раку; бронза, барельєф | вул. Юлії Здановської, 33/43                                                                                                | 2011                                 |
|            | Познанському Семенові Семеновичу, на фасаді будівлі Національного медичного університету | Берестейський проспект, 34                                                                                                  | 2007, 1 лютого                       |
|            | Покришкіну Олександрові Івановичу | Грушевського Михайла вулиця, 34а                                                                                            |                                      |
|            | Покришкіну Олександрові Івановичу | Іллєнка Юрія вулиця, 81а | 2012                                 |
|            | Полторацькому Григорію Микитовичу, учасникові збройного повстання на броненосці «Потьомкін» у 1905 році, на фасаді будинку, де він жив у 1966—1971 роках, бронза, барельєф, скульптор О. Банников | Теліги Олени вулиця, 13/14                                                                                                  | 1975                                 |
|            | Полянському Юрію Олексійовичу, українському вченому, педагогу, професору; у приміщенні Київської консерваторії, біля аудиторії, де він працював; мармур | Городецького Архітектора вулиця, 1-3, ауд. 54                                                                               |                                      |
|            | Поляченку Володимиру Аврумовичу, Заслуженому будівельнику України, Герою України, Почесному громадянину міста Києва; на будинку ПАТ ХК «Київміськбуд»; на будинку де з 1988 по 2012 рік він працював; бронза. | вулиця Михайла Омеляновича-Павленка 4/6                                                                                     | 9 серпня 2012 року.                  |
|            | Поповичу Павлу Романовичу | Володимирська вулиця, 65 | 2011                                 |
|            | Порфир'єву Володимирові Борисовичубронза, скульптор О. П. Скобліков | Гончара Олеся вулиця, 55б                                                                                                   |                                      |
|            | Потоцькому Івану Івановичу, граніт | Шовковична вулиця, 39 | 1998                                 |
|            | Прахову Адріанові Вікторовичу | Володимирська вулиця, 11 |                                      |
|            | Марії Пригарі Аркадіївні | Хмельницького Богдана вулиця, 68                                                                                            |                                      |
|            | Прилюку Дмитрові Михайловичу, на будинку, де він проживав з 1976-го по 1987 рік | Заньковецької вулиця, 7 |                                      |
|            | Приходько Антоніні Федорівні | Науки проспект, 46 |                                      |
|            | Проценку Андрію Федоровичу, українському флейтисту, педагогу, заслуженому артисту УРСР, професору ; у приміщенні Київської консерваторії, біля аудиторії, де він працював; мармур | Городецького Архітектора вулиця, 1-3, ауд. 54                                                                               |                                      |
|            | Процюку Тарасу Степановичу, українському журналісту; на стіні будинку Укрінформ, в якому раніше знаходилася агенція Рейтерс, де він працював; мармур, скульптор Хоменко Віктор Степанович | Богдана Хмельницького вулиця, 8/16                                                                                          |                                      |
|            | Птусі Михайлові Васильовичу | Лютеранська вулиця, 21 | 1975                                 |
|            | Пулюю Івану Павловичу (1845—1918) — видатному вченому-фізику, першовідкривачу Х-променів | вул. Івана Пулюя, 5 (житловий будинок)                                                                                      | 2015                                 |
|            | Пучківському Олександрові Митрофановичу | Шевченка Тараса бульвар, 17                                                                                                 |                                      |
|            | Рахліну Натанові Григоровичу | Франка вулиця, 25/40 |                                      |
|            | Рахліній Леонорі Натанівній | Велика Васильківська вулиця, 43                                                                                             |                                      |
|            | Рахманінову Сергію Васильовичу | Городецького Архітектора вулиця, 1-3                                                                                        |                                      |
|            | Ревуцькому Левові Миколайовичу | Софійська вулиця, 16 |                                      |
|            | Ревуцькому Левові Миколайовичу, українському вченому, педагогу, професору, академіку; у приміщенні Київської консерваторії, біля аудиторії, де він працював; мармур | Городецького Архітектора вулиця, 1-3, ауд. 34                                                                               |                                      |
|            | Рибаку Натанові Самійловичу | Хмельницького Богдана вулиця, 68                                                                                            |                                      |
|            | Рильському Максимові Тадейовичу; граніт; горельєф; скульптор П. Остапенко | Хмельницького Богдана вулиця, 68                                                                                            | 1965                                 |
|            | Рильському Максиму Тадейовичу (1895—1964) — українському поетові, який викладав в школі № 7 | пров. Платонівський, 3 (на будівлі школи № 7)                                                                               | 2005                                 |
|            | Ройтеру Володимирові Андрійовичу | Науки проспект, 31 | 1975                                 |
|            | Романенку Віталієві; на фасаді середньої школи № 55; випускнику школи, що загинув під час війни в Афганістані | Осіння вулиця, 35 |                                      |
|            | Романову Михайлові Федоровичу | Чикаленка Євгена вулиця, 19а                                                                                                |                                      |
|            | Роменському Михайлові Даміановичу; бронза, барельєфний портрет; скульптор І. П. Шаповал, архітектор І. Г. Шемседінов | Чикаленка Євгена вулиця, 22                                                                                                 | 1979                                 |
|            | Ромоданову Андрієві Петровичу | Велика Житомирська вулиця, 40                                                                                               |                                      |
|            | Руденко Ларисі Архипівні \|Чикаленка Євгена вулиця, 1—3/5 | |                                      |
|            | Руденко Миколі Даниловичу, письменнику, філософу, громадському діячу, засновнику Української Гельсінської Групи, Герою України; граніт | Хмельницького Богдана вулиця, 68                                                                                            |                                      |
|            | Рябову Олексієві Пантелеймоновичу | Велика Васильківська вулиця, 53                                                                                             |                                      |
|            | Савченко Ігорю Андрійовичу, українському режисеру, на фасаді будівлі кіностудії імені Олександра Довженка, де він працював ; бронза; барельєфний портрет; скульптор Л. В. Козуб | Берестейський проспект, 44                                                                                                  |                                      |
|            | Савицькому Ігорю Вікторовичу, професору, лікарю-гігієністові, на фасаді будівлі Київського медичного університету, де він працював у 1967—1989 роках; граніт, портрет | Берестейський проспект, 34                                                                                                  |                                      |
|            | Савіну Гурієві Миколайовичу; на фасаді Інституту механіки | Нестерова вулиця, 3 |                                      |
|            | Савінову Аркадієві Йосиповичу | Некрасовська вулиця, 10/8                                                                                                   |                                      |
|            | Садовському Миколі Карповичу | Велика Васильківська вулиця, 53                                                                                             | 1957                                 |
|            | Садов'яку Дмитру Миколайовичу (1948—2015) — доктору богослов'я, протоїєрею, відновлювачу служіння українського військового духовенства | вул. Патріарха Мстислава Скрипника, 20/1 (на будівлі Покровської церкви)                                                    | 2016                                 |
|            | Саксаганському Панасові Карповичу | Жилянська вулиця, 96 | 1970                                 |
|            | Сапєгіну Андрієві Опанасовичу на будинку Інституту ботаніки де він працював з 1934 по 1946 рік | Терещенківська вулиця, 2 |                                      |
|            | Свєчникову Василеві Миколайовичу (на фасаді Інституту металофізики) | Вернадського Академіка бульвар, 36                                                                                          |                                      |
|            | Світлицькому Григорієві Петровичу | Дегтярна вулиця, 30 |                                      |
|            | Сиваченку Миколі Єфремовичу | Інститутська вулиця, 16 |                                      |
|            | Симиренку Василеві Федоровичу | Десятинна вулиця, 9 |                                      |
|            | Симиренку Володимирові Львовичу | Коцюбинського Михайла вулиця, 12                                                                                            |                                      |
|            | Сікорському Ігореві Івановичу | Берестейський проспект, 37                                                                                                  |                                      |
|            | Скляренку Семенові Дмитровичу | Велика Васильківська вулиця, 6                                                                                              |                                      |
|            | Сковороді Григорієві Савичу, на фасаді корпусу Києва-Могилянської академії, скульптор І. П. Кавалерідзе, архітектор Р. П. Бикова | Сковороди Григорія вулиця, 2                                                                                                |                                      |
|            | Скоропадському Павлові Петровичу (1873—1945), українському державному і військовому діячу, гетьману України (1918 р.), на місці, де був будинок, у якому в 1918 році містилася його резиденція. Кераміка, барельєф; скульптор М. А. Галенко | Інститутська вулиця, 20/8                                                                                                   | 2013                                 |
|            | Скорульському Михайлові Адамовичу | Володимирська вулиця, 46 |                                      |
|            | Скурихіну Володимиру Іллічу, академіку НАН України. Встановлена у приміщенні одного із корпусів Кібернитичного центру Академії наук України; граніт, барельєф | проспект Академіка Глушкова, 40                                                                                             |                                      |
|            | Слєпушкіній Ірині Іполітовні, професору, лікарю-гігієністові, на фасаді будівлі Київського медичного університету, де вона працювала у 1967—1990 роках; граніт, портрет | Берестейський проспект, 34                                                                                                  |                                      |
|            | Смирнову Адріанові Анатолійовичу, на фасаді Інституту металофізики | Вернадського Академіка бульвар, 36                                                                                          |                                      |
|            | Смілянському Леонідові Івановичу, скульптор І. В. Макогон | Велика Васильківська вулиця, 6                                                                                              |                                      |
|            | Смірнову Валерієві Веніаміновичу | Заболотного Академіка вулиця, 154                                                                                           |                                      |
|            | Смоличу Дмитрові Миколайовичу | Хмельницького Богдана вулиця, 39                                                                                            |                                      |
|            | Смоличу Миколі Васильовичу | Чикаленка Євгена вулиця, 22                                                                                                 |                                      |
|            | Смоличу Юрієві Корнійовичу, бронза, напівфігурний барельєф; скульптор О. П. Скобліков, архітектор А. Ф. Ігнащенко | Заньковецької вулиця, 5/2                                                                                                   | 1980                                 |
|            | Снєгирьову Гелієві Івановичу | Рогнідинська вулиця, 3 |                                      |
|            | Снітку Олегові В'ячеславовичу | Науки проспект, 45 |                                      |
|            | Собку Вадимові Миколайовичу | Хмельницького Богдана вулиця, 68                                                                                            |                                      |
|            | Соболєву Феліксові Михайловичу | Кіото вулиця, 25 |                                      |
|            | Сові Андрію Корнійовичу, українському акторові, гумористу, майстрові художнього слова, на фасаді будівлі, де у 1954—1964 роках він жив; полімер, барельєфний портрет, скульптор Мельничук І. П. | Чикаленка Євгена вулиця, 23                                                                                                 | 2017                                 |
|            | Соколову Анатолієві Михайловичу | Архітектора Кобелєва вулиця, 1/5                                                                                            |                                      |
|            | Солов'яненку Анатолієві Борисовичу | Інститутська вулиця, 16 |                                      |
|            | Сологубу Віталієві Олексійовичу | Шовковична вулиця, 8 |                                      |
|            | Сороці Олександрові Назаровичу | Гетьмана Павла Скоропадського вулиця, 5                                                                                     |                                      |
|            | Сосюрі Володимирові Миколайовичу | Коцюбинського Михайла вулиця, 2                                                                                             |                                      |
|            | Старицькому Михайлові Петровичу | Саксаганського вулиця, 95                                                                                                   | 1955                                 |
|            | Стельмаху Михайлові Панасовичу, граніт, барельєфний портрет; скульптор Ф. М. Согоян, архитектори Є. М. Стамо, М. Фещенко | Хмельницького Богдана вулиця, 68                                                                                            | 1986                                 |
|            | Стельмаху Ярославові Михайловичу | Печерський узвіз, 8 | 2009                                 |
|            | Стеценку Кирилові Григоровичу | Велика Житомирська вулиця, 6а                                                                                               |                                      |
|            | Стецько Ярославі Йосипівні | Аскольдова могила, церква Святого Миколая                                                                                   | 2008, 25 травня                      |
|            | Стражеску Миколі Дмитровичу | Володимирська вулиця, 48-а                                                                                                  |                                      |
|            | Стражеску Миколі Дмитровичу | Саксаганського вулиця, 75                                                                                                   |                                      |
|            | Стусу Василю; на будинку де він жив і працював у 1963—1965 роках; бронза | Вернадського Академіка бульвар, 61                                                                                          |                                      |
|            | Субботіну Віктору Андрійовичу, український медик-гігієніст, професор; на ректораті НМУ ім. О. Богомольця | Шевченка Тараса бульвар, 13/7                                                                                               |                                      |
|            | Субботіну Серафимові Івановичу; бронза; бюст; скульптор М. П. Рапай, архітектор А. Ф. Ігнащенко | Палладіна Академіка проспект, 32                                                                                            | 1981, 13 липня                       |
|            | Сургаєві Миколі Сафоновичу, граніт. На будівлі УкрНДІпроекту | Палладіна Академіка проспект, 46/2                                                                                          |                                      |
|            | Ситенку Олексію Григоровичу | Володимирська вулиця, 51-53                                                                                                 | 2014, 18 лютого                      |
|            | Телізі Олені Іванівні | Гетьмана Павла Скоропадського вулиця, 25/2                                                                                  | 2009, 26 лютого                      |
|            | Телятнікову Леонідові Петровичу | Межигірська вулиця, 8 |                                      |
|            | Терещенку Миколі Івановичу | Володимирська вулиця, 51-а                                                                                                  |                                      |
|            | Тесленко Архипові Юхимовичу, на фасаді будинку, де він бував у 1905—1909 роках; граніт; архітектор П. І. Макушенко | Петлюри Симона вулиця, 8 | 1964, 19 вересня                     |
|            | Тірі Марселю, французькому письменнику | на стіні Михайлівського Золотоверхого монастиря                                                                             | 11 лютого 2016                       |
|            | Тимошенку Степанові Прокоповичу. Вкрадено | Гоголівська вулиця, 23 |                                      |
|            | Тимошенку Юрієві Трохимовичу | Рейтарська вулиця, 20/24 |                                      |
|            | Тичині Павлові Григоровичу, на будинку, де він жив і працював з 1944 по 1967 рік; бронза, барельєф; скульптор А. С. Фуженко, архітектор Т. Г. Довженко | Терещенківська вулиця, 5 | 1971                                 |
|            | Тихому Наумові Мироновичу | Коцюбинського Михайла вулиця, 2                                                                                             |                                      |
|            | Ткачу Дмитрові Васильовичу | Коцюбинського Михайла вулиця, 2                                                                                             |                                      |
|            | Тобілевич Софії Віталіївні | вул. Кониського, 81 |                                      |
|            | Томенку Миколі Даниловичу, на фасаді будинку, де він жив у 1983—2017 роках | Гончара Олеся вулиця, 52 |                                      |
|            | Топачевському Олександрові Вікторовичу, на будинку, де він проживав з 1959 по 1975 рік | Володимирська вулиця, 44 |                                      |
|            | Тольбі Веніамінові Савелійовичу | Чикаленка Євгена вулиця, 21                                                                                                 |                                      |
|            | Василю Третяку, солісту Національної опери, народному артисту УРСР | Омеляновича-Павленка вулиця, 11                                                                                             |                                      |
|            | Трохименку Карпові Дем'яновичу, українському живописцю, педагогу, історику образотворчого мистецтва, народному художнику УРСР | Хмельницького Богдана вулиця, 66                                                                                            |                                      |
|            | Труфякову Володимирові Івановичу, члену-кореспонденту НАН України, на території Інституту електрозварювання ім. Є. О. Патона | Антоновича вулиця, 69 |                                      |
|            | Турчаку Степанові Васильовичу, на будинку, де він проживав в 1980—1988 роках | Терещенківська вулиця, 5 |                                      |
|            | Турчину Ігорові Євдокимовичу, на будинку, де з 1980-го по 1993 рік він проживав | Лютеранська вулиця, 15 |                                      |
|            | Тютюннику Григорові Михайловичу | Андріївський узвіз, 34 |                                      |
|            | Ужвій Наталії Михайлівні | Городецького Архітектора вулиця, 17/1                                                                                       | 2007, 27 березня                     |
|            | Лесі Українці | Тарасівська вулиця, 14 |                                      |
|            | Лесі Українці | Саксаганського вулиця, 97                                                                                                   | 1971                                 |
|            | Лесі Українці | Саксаганського вулиця, 101                                                                                                  |                                      |
|            | Лесі Українці | Стрілецька вулиця, 15 |                                      |
|            | Лесі Українці | Ярославів Вал вулиця, 32 |                                      |
|            | Уманському Терентію Хомичу, активному учаснику визволення Києва у 1943 році, Герою Радянського Союзу, на фасад будинку в Києві, де він у 1957—1963 роках жив | Вулиця Лаврська, 4 | 2013                                 |
|            | Усенку Павлові Матвійовичу | Хмельницького Богдана вулиця, 68                                                                                            |                                      |
|            | Упенику Миколі Олександровичу | Коцюбинського Михайла вулиця, 2                                                                                             |                                      |
|            | Ушакову Миколі Миколайовичу | Коцюбинського Михайла вулиця, 2                                                                                             |                                      |
|            | Федорову Михайлові Михайловичу | Лютеранська вулиця, 21 |                                      |
|            | Федутенко Надії Никифорівні | Микільсько-Ботанічна вулиця, 17/4                                                                                           |                                      |
|            | Фіалкову Юрієві Яковичу, на фасаді будівлі навчального корпусу № 4 КПІ | Берестейський проспект, 37                                                                                                  | 2003, 1 липня                        |
|            | Філіпенку Аркадієві Дмитровичу | Станіславського вулиця, 3                                                                                                   |                                      |
|            | Франку Іванові Яковичу | Хмельницького Богдана вулиця, 11                                                                                            |                                      |
|            | Франку Іванові Яковичу | Несторівський провулок, 8                                                                                                   | 1955 (мармур), 1971 (заміна, граніт) |
|            | Францевичу Іванові Микитовичу | Пріцака Омеляна вулиця, 3                                                                                                   |                                      |
|            | Фролькісу Володимирові Веніаміновичу | Вишгородська вулиця, 67 |                                      |
|            | Хандозі Тимофієві Прокоповичу | Лесі Українки бульвар, 14                                                                                                   | 2010                                 |
|            | Харченку Максиму Борисовичу (1978—2014) — герою АТО, який загинув під Іловайськом (навчався в школі № 67) | вул. Героїв Севастополя, 9-а (на будівлі школи № 67)                                                                        | 2016                                 |
|            | Хвойці Вікентієві В'ячеславовичу | Ігорівська вулиця, 9/2 |                                      |
|            | Холодному Миколі Григоровичу на будинку Інституту ботаніки | Терещенківська вулиця, 2 |                                      |
|            | Хосе Марті | Ярославів Вал вулиця, 7 |                                      |
|            | Хохлову Костянтинові Павловичу | Хмельницького Богдана вулиця, 5                                                                                             |                                      |
|            | Хохловим | Берестейський проспект, 43                                                                                                  | 1969                                 |
|            | Цепуну Андрію Михайловичу (1978—2014) — учаснику Революції Гідності, герою Небесної Сотні (навчався в НАУ) | пр-т Любомира Гузара, 1 (будівля Національного авіаційного університету)                                                    | 2015, замінено в 2018                |
|            | Чабанівському Михайлові Івановичу | Хмельницького Богдана вулиця, 68                                                                                            |                                      |
|            | Чавдар Єлизаветі Іванівні, українському педагогу, професору, народній артистці СРСР; у приміщенні Київської консерваторії, біля аудиторії, де він працював; мармур | Городецького Архітектора вулиця, 1-3, ауд. 54                                                                               |                                      |
|            | Чвіруку Володимирові Петровичу, на фасаді будівлі навчального корпусу № 4 КПІ | Берестейський проспект, 37                                                                                                  |                                      |
|            | Чеботарьову Дмитрові Федоровичу | Вишгородська вулиця, 67 |                                      |
|            | Челомею Володимирові Миколайовичу | Любомира Гузара проспект, 1                                                                                                 |                                      |
|            | Челомею Володимирові Миколайовичу, бронза; барельєф | Саксаганського вулиця, 2/34                                                                                                 | 2001                                 |
|            | Червову Вадиму Сергійовичу, українському вченому, педагогу, професору, заслуженому артисту України; у приміщенні Київської консерваторії, біля аудиторії, де він працював; мармур | Городецького Архітектора вулиця, 1-3, кафедра струнно-смичкових інструментів                                                |                                      |
|            | Черненку Андрію Миколайовичу, герою Небесної сотні, який жив у цьому будинку | Велика Васильківська вулиця, 114                                                                                            | 2014 р.                              |
|            | Черняховському Іванові Даниловичу | Повітрофлотський проспект, 28                                                                                               |                                      |
|            | Чижевському Дмитрові Івановичу | Шевченка Тараса бульвар, 14                                                                                                 | 2006, 3 квітня                       |
|            | митрополиту Даниїлу (Богдану Михайловичу Чокалюку), ректору Київської Духовної Академії (1991—2000), першому наміснику відродженого Свято-Михайлівського Золотоверхого монастиря (м. Київ); на одному з корпусів монастиря; бронза, барельєф | Трьохсвятительська вулиця, 6,                                                                                               |                                      |
|            | Чорному-Діденку Юрієві | Коцюбинського Михайла вулиця, 2                                                                                             |                                      |
|            | Чорновілу В'ячеславові Максимовичу | Мирного Панаса вулиця, 27                                                                                                   |                                      |
|            | Чорновілу В'ячеславові Максимовичу, українському політику, публіцисту, літературному критику, діяч руху опору, керівнику Народного Руху за перебудову; в будинку, де знаходився штаб Народного Руху; барельєф, полімер; скульптор І. П. Мельничук | Вулиця Олеся Гончара[, 33                                                                                                   |                                      |
|            | Чубинському Павлові Платоновичу | Шевченка Тараса бульвар, 18                                                                                                 |                                      |
|            | Шамілю | Грушевського Михайла вулиця, 28/2                                                                                           |                                      |
|            | Шамо Ігореві Наумовичу, бронза, скульптор В. Л. Медведєв | Костьольна вулиця, 8 |                                      |
|            | Шаповалу Максиму Михайловичу (1978—2017) — розвіднику, учаснику АТО | вул. Кудряшова, 20-в (житловий будинок)                                                                                     | 2018                                 |
|            | Шарварку Борису Георгійовичу, на будинку, де він мешкав в 1985—2002 роках; скульптор Олексій Чепелик | Гоголівська вулиця, 37/2 | 2009, 17 травня                      |
|            | Шарварку Борису Георгійовичу, на Національному палаці мистецтв «Україна», де він працював в 1977—2002 роках; скульптор М.В.Іщенко | вулиця Велика Васильківська, 103                                                                                            | 2016, 17 травня                      |
|            | Шаркову Олексієві Мефодійовичу, граніт, на будівлі УкрНДІпроекту | Палладіна Академіка проспект, 46/2                                                                                          |                                      |
|            | Шахбазяну Гайку Хачатуровичу, граніт | Берестейський проспект, 34                                                                                                  | 2007, 1 лютого                       |
|            | Швецю Василеві Степановичу | Коцюбинського Михайла вулиця, 2                                                                                             |                                      |
|            | Шевченку Івану Теодосовичу; на фасаді будівлі Інституту раку; бронза, барельєф, скульптор І. П. Шаповал | вул. Юлії Здановської, 33/43                                                                                                | 1996                                 |
|            | Шевченку Тарасові Григоровичу, на фасаді Червоного корпусу Київського університету, бронза, барельєфний портрет, скульптор О. Ковальов, архітектор В. Г. Гнєздилов | Володимирська вулиця, 60 | 1961, 17 травня                      |
|            | Шевченку Тарасові Григоровичу | Шевченка Тараса провулок, 8а                                                                                                |                                      |
|            | Шевченку Тарасові Григоровичу | Вишгородська вулиця, 5 |                                      |
|            | Шевченку Тарасові Григоровичу | Ірининська вулиця, 8-10 |                                      |
|            | Шевченку Тарасові Григоровичу | Сагайдачного вулиця, 2 |                                      |
|            | Шевченку Тарасові Григоровичу | Шевченка Тараса провулок |                                      |
|            | Шевченку Тарасові Григоровичу, на стіні готелю «Козацький» з сторони вулиці Мала Житомирська; полімер, барельєфний портрет, скульптор І. П. Мельничук | Мала Житомирська вулиця, 2                                                                                                  | 2017, 14 липня                       |
|            | Шевченку Федорові Павловичу | Грушевського Михайла вулиця, 4                                                                                              |                                      |
|            | Митрополиту Андрею Шептицькому; на київському Будинку вчителя, бронза, дошка-барельєф; скульптор Іван Микитюк | Володимирська вулиця, 57 | 28 жовтня 2015                       |
|            | Шифріну Володимирові Мусійовичу | Турівська вулиця, 15 |                                      |
|            | Шмальгаузену Іванові Івановичу; на будинку Інституту зоології | Хмельницького Богдана вулиця, 15                                                                                            |                                      |
|            | Шовкуненку Олексієві Олексійовичу | Чикаленка Євгена вулиця, 5                                                                                                  |                                      |
|            | Шолом-Алейхему | Велика Васильківська вулиця, 5                                                                                              |                                      |
|            | Шолом-Алейхему. бронза. Скульптор В. Л. Медведєв | Саксаганського вулиця, 27                                                                                                   |                                      |
|            | Шпаку Миколі Івановичу | Хмельницького Богдана вулиця, 68                                                                                            |                                      |
|            | Штогаренку Андрієві Яковичу | Омеляновича-Павленка вулиця, 11                                                                                             |                                      |
|            | Штогаренку Андрію Яковичу, українському вченому, педагогу, професору, народному артисту України; у приміщенні Київської консерваторії, біля аудиторії, де він працював; мармур | Городецького Архітектора вулиця, 1-3, ауд. 34                                                                               |                                      |
|            | Штокало Йосипові Захаровичу | Микільсько-Ботанічна вулиця, 14                                                                                             |                                      |
|            | Шульгину Олександрові Яковичу, на фасаді будинку, де він працював в 1917—1918 роках | Терещенківська вулиця, 9 |                                      |
|            | Шумському Юрієві Васильовичу, на будинку, де він жив у 1944—1954 роках; граніт, барельєф, скульптор І. П. Кавалерідзе, архітектор Р. П. Бикова | Володимирська вулиця, 14 | 1965                                 |
|            | Шуринку Андрієві Романовичу; на будівлі лікарні, де він працював у 1957—1969 роках; бронзовий барельєф на гранітній плиті; скульптор Г. М. Молдаван | Чорновола В'ячеслава вулиця, 28                                                                                             | 1970                                 |
|            | Юзькову Леонідові Петровичу | Мирного Панаса вулиця, 27                                                                                                   |                                      |
|            | Юричку Володимиру Володимировичу, студенту-медику, провіднику революції гідності в НМУ, першому номеру кулемета в добровольчому батальйоні «Айдар»; барельєфний портрет | Шевченка Тараса бульвар, 13/7                                                                                               | 2015                                 |
|            | Юрченку Олександрові Григоровичу, на фасаді будівлі навчального корпусу № 4 КПІ | Берестейський проспект, 37                                                                                                  |                                      |
|            | Юрі Гнатові Петровичу, на будинку, де він жив у 1944—1966 роках; бронза, барельєф; скульптор Ю. Л. Синькевич, архітектор А. Сницарев | Ольгинська вулиця, 2/1 | 1969                                 |
|            | Яблонському Вільгельмові Мар'яновичу, українському вченому, педагогу, професору, заслуженому діячу мистецтв УРСР; у приміщенні Київської консерваторії, біля аудиторії, де він працював; мармур | Городецького Архітектора вулиця, 1-3, ауд. 54                                                                               |                                      |
|            | Яблонській Тетяні Нилівні, видатному митцю і педагогу, народному художнику України, академіку Академії мистецтв України, Герою України, на фасаді будинку, в якому вона жила і творила у 1960—2005 роках; бронза; барельєфний портрет; скульптор | провулок Івана Мар'яненка, 14                                                                                               | 24 лютого 2017                       |
|            | Якубовському Іванові Гнатовичу; на фасаді будівлі МО України; бронза, барельєф; скульптор О. П. Скобліков, архітектор А. Ф. Ігнащенко | Повітрофлотський проспект, 6                                                                                                | 1977                                 |
|            | Яновському Феофілові Гавриловичу, бронза, скульптор О. П. Скобликов, архітектор А. Ф. Ігнащенко | Ярославів Вал вулиця, 13-б                                                                                                  | 1972                                 |
|            | Янкелевичу Арнольду Анатолійовичу, українському вченому, педагогу, професору; у приміщенні Київської консерваторії, біля аудиторії, де він працював; мармур | Городецького Архітектора вулиця, 1-3, ауд. 51                                                                               |                                      |
|            | Яновському Юрієві Івановичу; на будинку, де він жив і працював у 1939—1954 роках; граніт, бронза; барельєф, скульптор А. В. Німенко | Хмельницького Богдана вулиця, 68                                                                                            | 1958                                 |
|            | Яремчуку Василю Максимовичу; на будівлі середньої школи № 139 | проспект Валерія Лобановського, 148                                                                                         |                                      |
|            | Яшкевичу Адаму Івановичу, українському вченому, педагогу, професору; у приміщенні Київської консерваторії, біля аудиторії, де він працював; мармур | Городецького Архітектора вулиця, 1-3, ауд. 54                                                                               |                                      |
|            | | |                                      |

### На честь подій
| Зображення | Текст | Адреса                                                                         | Дата встановлення |
| ---------- | --- | ------------------------------------------------------------------------------ | ----------------- |
|            | Меморіальна дошка на честь відвідування церкви св. Василія Папою Римським Іваном-Павлом II 25 червня 2001 року, встановлена в приміщенні церкви (вул. Вознесенський узвіз, біля Львівської площі); | Вознесенський узвіз (Київ), 7                                                  | 2001              |
|            | Народні ополченці фабрики ім. Карла Маркса мужньо і стійко обороняли Київ від гітлерівських загарбників в липні-вересні 1941 року; граніт; архітектор В. Л. Лоботинський | Науки проспект, 1                                                              | 1970              |
|            | На честь заснування Всесвітнього консорціуму установ вищої аграрної освіти і досліджень для сільського господарства (Київ. 1998 Р.) Фундатори: Університет штату Айова, США Національний аграрний університет, Україна Берлінський університет ім. Гумбольда, Німеччина. | Героїв Оборони вулиця, 17                                                      | 2003, 24 вересня  |
|            | Тут збиралися декабристи в 20-х роках XIX ст., мармур; скульптор Б. М. Кратко | Грушевського Михайла вулиця, 14                                                | 1925              |
|            | На цьому місці знаходився будинок, де в 1822–1825 рр. відбувалися таємні з'їзди Південного товариства декабристів. Тут була прийнята «Руська Правда». (бронза, барельєфи; скульптор М. К. Вронський, архітектор В. Г. Гнєздилов) | Гусовського вулиця, 8/10                                                       | 1976              |
|            | Пам'яті журналістів, що віддали життя за правду (далі перелік з 18 осіб) | Хрещатик, 27а                                                                  |                   |
|            | У цьому приміщенні 30 жовтня (12 листопада) 1905 року відбулось перше засідання Київської Ради робітничих депутатів. | Берестейський проспект, 39                                                     |                   |
|            | У цьому будинку з 1896 до 1901 року містилося Київське літературно-артистичне товариство. На концертах і засіданнях тут виступали видатні діячі російської та української культури: Леся Українка, Олександр Купрін, Іван Нечуй-Левицький, Микола Мурашко, Микола Лисенко, Михайло Старицький, Микола Садовський, Марія Заньковецька, Микола Соловцов. | Рогнідинська вулиця, 1                                                         |                   |
|            | На цьому місці 18 листопада (1 грудня) 1905 року робітники «Южно-Русского завода» (тепер «Ленінська Кузня») об'єднались з саперами Київського гарнізону під час революційного збройного повстання проти царизму. В цьому повстанні смертю хоробрих загинули робітники: Добровольський К., Карпенко І., Крикун І., Любченко С. Вічна слава героям, що загинули за справу пролетарської революції. бронза, горельєф. Художник І. Л. Корнілов, архітектори П. Є. Захарченко, І. Л. Шмульсон. | Жилянська вулиця, 87                                                           | 1955              |
|            | Тут 18 листопаду 1905 року робітники «Південно-російського машинобудівного заводу» приєдналися до збройної демонстрації революційних солдат Київського гарнізону. | Жилянська вулиця, 87                                                           | 1947              |
|            | Вічна слава героям Великого Жовтня — робітникам-залізничникам, які загинули під час Січневого повстання 1918 р. в боротьбі за встановлення Радянської влади: Белінському, Богданову, Васильеву, Ветрову, Гончарову, Лукшевичу, Маркелову, Халецькому, Харіну, Щавицькому | Ползунова вулиця, 2                                                            |                   |
|            | Тут (поблизу зруйнованого мосту імені Євгенії Бош) 10 листопада 1943 року 3-я понтонно-мостова бригада навела і утримувала перший понтонний міст в районі Києва, який забезпечив переправу військ 1-го Українського фронту. На стіні вестибюля станції метро Дніпро. граніт | Набережне шосе, 20                                                             | 1968              |
|            | Тут, в червні 1941 року, на базі фронтового евакопункту був сформований санітарний поїзд № 1078 | Іллєнка Юрія вулиця, 14                                                        |                   |
|            | Тут в 1903–1904 р.р. відбулися страйки робітників-залізничників проти царського самодержавства. | Ползунова вулиця, 2                                                            |                   |
|            | У липні-серпні 1962 р. на базі 408 ОВШ були сформовані 965 та 104 багатопрофільні польові шпиталі. У військово-стратегічній операції «АНАДИР», під час військової блокади Республіки Куба, вони працювали в містах Гавана та Ольгін. | (ЦКВ шпиталь)                                                                  |                   |
|            | У цьому будинку з 19.XI.1917 по 18.І.1918 рр. формувався галицько-буковинський курінь СІЧОВИХ СТРІЛЬЦІВ | Пирогова вулиця, 9                                                             | 2001, 29 січня    |
|            | У цьому будинку 27 листопада 1918 року відбулися установчі збори УКРАЇНСЬКОЇ АКАДЕМІЇ НАУК | Ярославів Вал вулиця, 36                                                       |                   |
|            | У цьому будинку з 1908 по 1914 рік містився літературно-мистецький клуб. В його діяльності брали участь видатні діячі української культури Микола Лисенко, Микола Садовський, Михайло Коцюбинський, Іван Франко, Леся Українка, Марія Заньковецька, Панас Мирний, Іван Нечуй-Левицький. | Володимирська вулиця, 42                                                       |                   |
|            | Тут, у будинку Маріїнської громади сестер милосердя Червоного Хреста, яка з 1878 року надавала благодійну медичну допомогу нужденним Києва 15—18 квітня 1918 року відбувся І з'їзд Товариства Червоного Хреста України | Саксаганського вулиця, 75                                                      |                   |
|            | У цьому будинку з 4/17 березня 1917 р. по 29 квітня 1918 р. діяла УКРАЇНСЬКА ЦЕНТРАЛЬНА РАДА, перший представницький орган незалежної України | Володимирська вулиця, 57                                                       |                   |
|            | Тут під час героїчної оборони Києва від німецько-фашистських загарбників у лині-вересні 1941 року розміщувався штаб винищувального батальйону із викладачів студентів і працівників Київського державного університету ім. Т. Г. Шевченка | Володимирська вулиця, 60 (на фасаді Червоного корпусу Київського університету) |                   |
|            | У цьому будинку в червні-липні 1941 р. містився штаб винищувального батальйону викладачів і студентів сільсько-господарського ветеринарного і лісотехнічного інститутів | Героів Оборони вулиця, 15                                                      |                   |
|            | У цьому будинку знаходився ШТАБ ОБОРОНИ м. Києва в липні-вересні 1941 року | Володимирська вулиця, 24                                                       |                   |
|            | У цьому будинку в 1917 році та на початку 1918 року містився штаб червоногвардійських робітничих законів Шулявського району міста Києва | Берестейський проспект, 39                                                     |                   |
|            | На цьому місці в роки Великої Вітчизняної війни знаходився штаб і командний пункт київського корпусу ППО | Ярославів Вал вулиця, 15                                                       |                   |
|            | У цьому будинку знаходився штаб Дніпровської військової флотилії моряки якої героїчно захищали МІСТО КИЇВ від фашистських загарбників в липні—вересні 1941 р. | Контрактова площа                                                              |                   |
|            | Студентам, викладачам, працівникам Київського ордена Леніна державного Університету, які загинули в боях за свободу і незалежність Радянської Батьківщини в роки Великої Вітчизняної війни 1941–1945 | Володимирська вулиця, 60 (на фасаді Червоного корпусу Київського університету) | 1975, 9 травня    |
|            | «Здесь, на производственной базе Украинского научно-иследовательского института садоводства с 8 по 15 ноября 1943 года проходил перефомирование 868 киевский краснознамённый орденов Суворова II степени, Александра Невского истребительный противотанковый артилерийский полк резерва Главного командования» | Лебедєва Академіка вулиця,                                                     |                   |
|            | У цьому будинку була явочна квартира підпільної групи Ф. М. Кущнірова яка діяла у м. Києві та Київській області в 1941–1942 роках під час Другої світової війни | Турівська вулиця, 12                                                           |                   |
|            | У цьому будинку /бувшому Паталагоанатомічному інституті, спорудженому в 1888 р./ працювали видатні вчені паталогоанатоми: Г. М. Мінх 1888–1895 рр. В. К. Високович 1895–1912 рр. В. М. Константинович 1912–1920 рр. П. О. Кучеренко 1921–1936 рр. Є. І. Чайка 1936–1970 рр. | Шевченка Тараса бульвар, 17                                                    |                   |
|            | У церкві Різдва Христового 18-19 (6-7 за ст. стилем) травня 1861 року стояла домивина з тілом Тараса Шевченка і було відправлено панахиду за спокій його душі | Поштова площа, на церкві Різдва Христового                                     |                   |
|            | У будинку факультетських клінік спорудженому в 1885 році, працювали видатні вчені — хірурги: професор КАРАВАЄВ В. О. 1885–1892 рр. академік ВОЛКОВИЧ М. М. 1911–1923 рр. академік КРИМОВ О. П. 1930–1954 рр. чл. кор. АН УРСР ІЩЕНКО І. М. 1955–1968 рр. — терапевти: професор ОБРАЗЦОВ В. П. 1904–1920 рр. академік ЯНОВСЬКИЙ Ф. Г. 1921–1928 рр. академік СТРАЖЕСКО М. Д. 1929–1952 рр. академік ІВАНОВ В. М. 1958–1962 рр.                                                             | Шевченка Тараса бульвар, 17                                                    |                   |
|            | Засновникам академії мистецтва України | Вознесенський узвіз, 20                                                        |                   |
|            | Тут з березня 1919 року розміщувався штаб Дніпровської військової флотилії | Сковороди Григорія вулиця, 2                                                   |                   |
|            | Выпускникам киевских артилерийских, военно морской и авиационной специальных школ системы народного просвещения — участникам Великой Отечественной войни 1941–1945 гг. Установлено на здании где находилась 13-я артспецшкола скульптор М. Д. Марченко | Ярославів Вал вулиця, 40                                                       |                   |
|            | У цьому будинку Анатомічного театру працювали видатні вчені — анатоми: ВАЛЬТЕР О. П. 1853–1868 рр. БЕЦЬ В. О. 1868–1890 рр. ТИХОМИРОВ М. А. 1890–1902 рр. СТЕФАНОВ Ф. А. 1903–1917 рр. гістолог ПЕРЕМОЖКО Г. І. 1868–1875 рр. паталофізіолог ХРЖОНЩЕВСЬКИЙ Н. А. 1869–1875 рр. | Хмельницького Богдана вулиця,                                                  |                   |
|            | На цьому місці знаходився будинок, де в 1822–1825 рр. відбувалися таємні наради ДЕКАБРИСТІВ | Інститутська вулиця, 9а (на будику Національного банку України)                | 1975              |
|            | У цьому будинку з 1953 року було розташоване Київське вище інженерне радіотехнічне училище противоповітряної оборони імені маршала авіації Покришкіна О. І. | Іллєнка Юрія вулиця, 81                                                        |                   |
|            | учасникам польського повстання 1863-64 | Госпітальна вулиця, 24а                                                        | 1970              |
|            | …Powstanie styczniowe… | Госпітальна вулиця, 24а                                                        | 1993              |
|            | політичним в'язням — борцям проти самодержавства, розстріляним на території в'язниці у період з 1863 до 1917 | Госпітальна вулиця, 24а                                                        | 1971              |
|            | Південний палац Х—ХІ ст. досліджений А. В. Мілєєвим, С. П. Вєльмініним у 1911–1914 р.р. Реконструкція А. С. Асєєва | Володимирська вулиця, 4                                                        |                   |
|            | В цій церкві похований в 1157 році син Володимира Мономаха, Київський князь Юрій Володимирович Долгорукий засновник міста Москви | Мазепи Івана вулиця, Спас на Берестові                                         |                   |
|            | Тут в 1945–1962 рр. містився дитячий будинок № 13, де перебували діти, звільнені з фашистських концтаборів, а також ті, чиї батьки загинули в роки Великої Вітчизняної війни. | Академіка Ромоданова вулиця, 3                                                 | 1990              |
|            | В школі-інтернаті № 1 м. Києва вперше в Україні в 1956 році запроваджено вивчення китайської мови. граніт. | Львівська вулиця, 25                                                           |                   |
|            | Київський фунікулер споруджено 1905 року. Архітектор О. Баришников, інженер М. П'ятницький. Обладнання виготовлено в Швейцарії. Реконструйовано в 1983–1984 роках.. граніт. | Михайлівська площа, верхня станція фунікулеру                                  |                   |
|            | Ці ворота у 1930-1940-х роках були останньою надією на життя десятків тисяч репресованих нацистським та комуністичним тоталітарними режимами. Вітраж на металі | Ірининська вулиця, 4                                                           | 26.09.2016        |

## Демонтовані дошки
| Зображення | Кому чи чому була присвячена | Адреса                                                                   | Роки існування                      |
| ---------- | --- | ------------------------------------------------------------------------ | ----------------------------------- |
|            | Робітники-арсенальці в жовтні 1917 р. і січні 1918 р. першими підняли прапор збройного повстання за встановлення Радянської влади в м. Києві. | Острозьких Князів вулиця, 2                                              | до 2014                             |
|            | Бабичеву Федору Семеновичу, український вчений, академік НАН України, біля аудиторії, де він працював у 1964–2000 роках; граніт | вулиця Володимирська, 60, ауд. 420                                       | ?                                   |
|            | Бабку Анатолію Кириловичу, український вчений, академік НАН України, біля лабораторії кількісного аналізу імені А. К. Бабка; мармур | вулиця Володимирська, 60, ауд. 324                                       |                                     |
|            | Білодіду Іванові Костянтиновичу, українському мовознавцеві, академіку АН СРСР; бронза, барельєфний портрет; скульптор В. Н. Борисенко, архітектор А. Г. Чемерис | Грушевського Михайла вулиця, 4                                           | 1984                                |
|            | Богомольця Олександра Олександровича, граніт, архітектор В. П. Шевченко | Богомольця Академіка вулиця, 12                                          | 1965–?                              |
|            | Васильченку Степану Васильовичу; перший варіант — мармур, відкрита у 1954 році, другий — бронза, барельєфний портрет; скульптор А. В. Німенко | Іллєнка Юрія вулиця, 81                                                  | 1970                                |
|            | Вороніну Михайлу Львовичу, українському дизайнеру і виробникові класичного одягу, на фасаді будівлі швейної фабрики, де він працював у 1991–2012 роках; бронза; горельєфний портрет; скульптор В. М. Рожик                                                               | Короленківська вулиця, 3                                                 | 15 квітня 2013 – після 2019         |
|            | Гагаріну Юрію Олексійовичу | Васильківська вулиця, 30 (на розі будівлі трикотажної фабрики «Киянка».) | 1970–?                              |
|            | Героям Трипілля | Спаська вулиця, 12                                                       | 1947–?                              |
|            | Декабристам (мармур; скульптор Б. М. Кратко) | Межигірська вулиця, 1                                                    | 1925–?                              |
|            | Жукову Георгію Костянтиновичу; бронза, барельєфний портрет; скульптор Олександр Скобліков, архітектор Анатолій Ігнащенко, відкрита у 1977, демонтована у 2015 | Вулиця Кубанської України, 15                                            | 1977-2015                           |
|            | Кецховелі Ладо, на будинку, де він жив в 1894–1896 роках; граніт; архітектор В. П. Шевченко | Боричів Тік вулиця, 25                                                   | 1965–2014                           |
|            | Маяковському Володимиру Володимировичу | Хмельницького Богдана вулиця, 19                                         | 1975–?                              |
|            | Мурашку Олександру Олександровичу, скульптори П. П. Остапенко, П. Ф. Кальницький | Мала Житомирська вулиця, 14                                              | 1966–?                              |
|            | Петру І | Костянтинівська вулиця, 6/8 (на будинку Петра)                           | 1952, 1965 (заміна — граніт) — 1992 |
|            | Письменному Захару | Антоновича вулиця, 50                                                    | 1965–?                              |
|            | Пушкіну Олександрові Сергійовичу | Грушевського Михайла вулиця, 14                                          |                                     |
|            | Рикову Валеріянові Микитовичу | Хрещатик, 15                                                             |                                     |
|            | Сеспелю Мішші, граніт, архітектор В. П. Шевченко | Лабораторна вулиця, 7/20                                                 | 1969–?                              |
|            | Сім'ї Ульянових | Лабораторна вулиця, 12                                                   | 1947, 1970, 1981–?                  |
|            | Тарасовій Аллі Костянтинівні | Різницька вулиця, 2/34                                                   | 1974–2008                           |
|            | Лесі Українці | Саксаганського вулиця, 115                                               | 1955–1971                           |
|            | Ульянову Дмитру Іллічу | Хмельницького Богдана вулиця, 80                                         | 1970                                |
|            | Хвостенко-Хвостову Олександрові Веніаміновичу | Чикаленка Євгена вулиця, 20                                              | 1975                                |
|            | Шліхтеру Олександру Григоровичу | Терещенківська вулиця, 5                                                 | 1959–?                              |
|            | Штабу Червоних козаків | Спаська вулиця, 12                                                       |                                     |
|            | Юткевичу Сергієві Йосиповичу | Хрещатик, 15                                                             |                                     |
|            | Ющенку Вікторові Андрійовичу | Фрометівська вулиця, 2 (на вході в корпус № 4 МАУП)                      |                                     |
|            | Явці київських більшовиків від час німецької окупації у 1918 році; граніт; архітектор В. П. Шевченко | Ярославська вулиця, 2/12                                                 | 1965–?                              |
|            | Київський обласний підпільний комітет КП (б) У | Рильський провулок, 5                                                    |                                     |
|            | В годы Великой отечественной войны в период временной оккупации города немецко-фашистскими захватчиками здесь действовал Киево-Святошинский подпольный райком КП/б/У /июль-ноябрь 1943 г./                                                                               | Берестейський проспект, 126                                              | до 2015                             |
|            | В годы Великой отечественной войны в период временной оккупации города немецко-фашистскими захватчиками /1941-1943 г. г./ действовал Подольский подпольний райком КП/б/У                                                                                                 | Контрактова площа, 2                                                     | до 2015                             |
|            | Кроніку Олександру Львовичу, граніт | Хрещатик, 15                                                             | 2011, 26 грудня — 2016              |
|            | Сухомлину Кирилові Васильовичу, на фасаді будинку, де він проживав у 1934–1938 роках | Терещенківська вулиця, 5                                                 | ? — 2016                            |
|            | Ульяновим | Кудрявська вулиця, 12                                                    | ? — 2016                            |
|            | У цьому будинку 19 березня 1917 р. відбулись перші легальні збори Київської організації РСДРП /б/. | Бульварно-Кудрявська вулиця, 26                                          | ? — 2016                            |
|            | У роки Великої Вітчизняної війни під час тимчасової окупації міста Києва німецько-фашистськими загарбниками (1941–1943 рр.) діяв Печерський підпільний райком КП(б)У | Острозьких Князів вулиця, 3                                              | до 2016                             |
|            | Жаданівському Борисові Петровичу, російському революціонеру, очільникові повстання саперів у Києві у 1905 році, на фасаді будинку, де він жив в 1905 році; бронза; скульптор О. О. Банников, архітектор А. А. Сницарев                                                   | Острозьких Князів вулиця, 5                                              | 1969 — 2016                         |
|            | Василевській Ванді Львівні, радянській письменниці і громадській діячці, на фасаді будинку, де вона жила у 1957–1964 роках; граніт; барельефний портрет; скульптор Г. Н. Кальченко, архітектор Б. І. Приймак                                                             | Шовковична вулиця, 10                                                    | 1965                                |
|            | Жмаченку Пилипові Феодосійовичу, радянському воєначальнику, генерал-полковнику, Герою Радянського Союзу, на фасаді Київського будинку технічного навчання ДТСААФ імені Жмаченка; мармур                                                                                  | Берестейський проспект, 52/2                                             | 1967                                |
|            | Коротченку Дем'янові Сергійовичу, скульптор О. О. Ковальов | Інститутська вулиця, 8/20                                                | 1974                                |
|            | Мануїльському Дмитрові Захаровичу, скульптор М. К. Вронський, архітектор І. Л. Шмульсон | Інститутська вулиця, 20/8                                                | 1964                                |
|            | У цьому будинку у 1906 р. містилась редакція першої на Україні легальної більшовицької газети «Робітник», у першому номері якої від 8 червня 1906 р. була надрукована стаття Володимира Ілліча Леніна «Накануне».                                                        | Мала Житомирська вулиця, 9б                                              | до 2016                             |
|            | Ульянову Дмитрові Іллічу | Чикаленка Євгена вулиця, 32                                              |                                     |
|            | Федорову Олексієві Федоровичу | Заньковецької вулиця, 9                                                  |                                     |
|            | У цьому будинку в 1917–1918 рр. містився 3-й понтонний батальйон, революційні солдати якого брали активну участь у боротьбі за встановлення Радянської влади в м. Києві; архітектор П. І. Макушенко                                                                      | Мазепи Івана вулиця, 1 (Микільська брама)                                |                                     |
|            | У цьому будинку в 1915 р. містилась нелегальна друкарня київської організації РСДРП /більшовиків/ | Золотоустівська вулиця, 30                                               | 1965                                |
|            | У цьому будинку в період німецько-фашистської окупації (1941–1943 рр.) проводив роботу підпільний Московський райком КП(б) України м. Києва | Саксаганського вулиця, 129                                               | 1975                                |
|            | В годы Великой отечественной войны в период временной оккупации города немецко-фашистскими захватчиками /1941-1943 г. г./ действовал Радянский подпольний райком КП/б/У                                                                                                  | Пирогова вулиця, 7                                                       |                                     |
|            | У цьому будинку в період німецько-фашистської окупації (1941–1943 рр.) проводив роботу запасний підпільний Шевченківський райком КП (б) України м. Києва | Павлівська вулиця, 7                                                     | 1975                                |
|            | У цьому будинку в період німецько-фашистської окупації (1941–1943 рр.) проводив роботу підпільний Залізничний райком ЛКСМУ м. Києва | Басейна вулиця, 3                                                        | 1975                                |
|            | У цьому будинку з 8 серпня по 19 вересня 1941 р знаходився штаб Київського укріпленого району | Січових Стрільців вулиця, 24                                             |                                     |
|            | На цьому місці з 3 липня по 8 серпня 1941 року знаходився штаб Київського укріпленого району | Львівська вулиця, 47/8                                                   |                                     |
|            | У цьому будинку з січня 1944 року по січень 1945 року діяв Український штаб партизанського руху — військово-саперний орган по керівництву партизанською боротьбою в тилу німецько-фашистських загарбників                                                                | Ярославів Вал вулиця, 18                                                 | до 2016                             |
|            | У цьому будинку в період німецько-фашистської окупації (1941–1943 рр.) проводив роботу підпільний Радянський ВК ЛКСМУ м. Києва | Саксаганського вулиця, 44                                                | 1975—2016                           |
|            | Щорсу Миколі Олександровичу; мармур; архітектор Д. М. Криворучко | Госпітальна вулиця, 24                                                   | 1952—?                              |
|            | У цьому будинку в роки Великої Вітчизняної війни була явочна квартира підпільного Залізничного РК КП України | Володимирська вулиця, 84                                                 | 1966                                |
|            | У цьому будинку в період німецько-фашистської окупації проводив роботу Київський підпільний міськом КП (б) України | Гоголівська вулиця, 39                                                   | до 2016                             |
|            | У цьому будинку в січні 1918 року містився більшовицький штаб по керівництву бойовими діями повсталих робітників Подолу і революційних солдатів проти контреволюційної Центральної Ради                                                                                  | Контрактова площа, 12                                                    | до 2017                             |
|            | У цьому будинку містився командний пункт 167 сумсько-київської двічі червонопрапорної стрілецької дивізії, звідки командування 38 армії доповіло генералу ВАТУТІНУ М. Ф. про визволення Києва від німецько-фашистських загарбників. (бронза; художник А. М. Подольський) | Гетьмана Вадима вулиця, 2                                                | 1980-2018                           |
|            | Затонському Володимирові Петровичу; бронза, горельєфний портрет; скульптор М. П. Рапай, архітектор А. Ф. Ігнащенко | Шевченка Тараса бульвар, 14                                              | 1984-2018                           |
|            | Затонському Володимирові Петровичу | Берестейський проспект, 37                                               | 1984 - 2018                         |
|            | Смирнову Іванові Федоровичу | Шевченка Тараса бульвар, 3                                               |                                     |
|            | Запорожцю Петрові Кузьмовичу; бронза, скульптурний портрет; скульптор О. П. Скобліков, архітектор А. Ф. Ігнащенко | Велика Житомирська вулиця, 2                                             | 1974                                |
|            | Ватутіну Миколі Федоровичу, Герою Радянського Союзу, генералу армії, на фасаді Київського військового ліцею імені Івана Богуна, де у військовій школі він навчався у 1924 році; мармур; архітектор І. Л. Шмульсон; заміна — граніт                                       | Лесі Українки бульвар, 25                                                | 1959                                |
|            | Бойченку Олександрові Максимовичу, українському радянському письменнику і громадському діячеві; на фасаді будинку де в 1944–1950 роки жив і працював письменник; бронза, граніт, барельєфний портрет; скульптор В. Н. Оснач, архітектор І. Л. Шмульсон                   | Грушевського Михайла вулиця, 9                                           | 1959                                |
|            | Якубовському Іванові Гнатовичу; на будівлі Інституту сухопутних військ МО України; бронза, барельєф; скульптор О. П. Скобліков, архітектор А. Ф. Ігнащенко | Дегтярівська вулиця, 19                                                  | 1977                                |